# Krakkó
Krakkó (lengyelül: Kraków, kiejtéseⓘ, IPA: 'krakuf, latinul: Cracovia, németül: Krakau, jiddisül: קראָקע, Kroke) Lengyelország második legnépesebb települése. Lakosainak száma 760 000, elővárosokkal együtt 1 250 000 fő. Területe: 326,8 km².
Hivatalos neve Stołeczne Królewskie Miasto Kraków (Krakkó királyi főváros). 1596-ig Lengyelország fővárosa volt, majd ezt a szerepet Varsó vette át tőle, amikor odakerült a Szejm és a lengyel király székhelye. Az egyetlen olyan lengyelországi város, mely használhatja a lengyel címert saját címerében. A heraldika szabályai szerint ez a jog fővárosi ranggal bíró városnak jár.
Krakkó a Kis-lengyelországi vajdaság fővárosa, a krakkói agglomeráció központja és járási jogú város. A vajdaság hivatalai mellett itt székel a Lengyel Művészeti és Tudományos Akadémia (PAU), a Nemzeti Tudományos Központ (NCN) és a Lengyel Köztársaság Különleges Alakulata.
A város kulturális, oktatási és turisztikai központ, a Krakkói főegyházmegye székhelye. Fontos közúti és vasúti csomópont. Balicében található a második legnagyobb nemzetközi lengyel repülőtér.

## A név eredete
A 12. századi lengyel krónikaíró, Kadłubek Boldog Vince szerint Krakkó neve Krak fejedelem nevéből származik. A nyelvészek többsége szerint a más vidékeken is előforduló településnév valójában a szláv Krak (Holló) nevű személy szállását, birtokát jelölte, és a krónikások a névadót csak a város későbbi jelentősége miatt tették meg fejedelemnek.
Mások szerint a 2. században élő földrajztudós, Klaudiosz Ptolemaiosz által említett Carrodunum (jelentése: szekértábor) név Krakkót rejti, így a városnév a környéket egykor benépesítő kelta néptől származik.
A név Erdélyben is megtalálható, lásd Boroskrakkó, németül Krakau. A Krakkó a Karakó rövidülése, az utóbbi név a Gyímesekben is megjelenik.
Egyéb feltevések úgy tartják, hogy Krok, a cseh legendákban szereplő hős volt a névadó, vagy hogy a szláv fejedelmi családoknál gyakran használt Kruk névre vezethető vissza a város neve.
Újabban az is felmerült, hogy a Krakkó megnevezés a település környezetére utaló név, és szerzőnként eltérően vagy a lengyel krzak (bokor, cserje, bozót), vagy a 
szerbhorvátban megőrződött krak (folyóág, elágazás) származékának vélik.
Az első írott forrás, amelyben Krakkót említik, 966-ból származik. Az írás szerzője Ibrahim ibn Jakub arab utazó és kereskedő volt. Latin írásmóddal elsőként 973-ban Cracouaként szerepel.

## Földrajzi viszonyok

### Fekvése
Krakkó a Visztula (Wisła) folyó partján terül el, a folyó felső részén. A város közelében a Kárpátok északi nyúlványai kapaszkodnak a magasba, de maga a város síkvidék jellegű területen fekszik. Mindössze a Wawel domb emelkedik néhány tíz méterre a Visztula fölé.
Krakkónál több földrajzi egység találkozik össze: a Krakkói Kapu (Brama Krakowska), az Oświęcim-medence (Kotlina Oświęcimska), a Sandomierz-medence (Kotlina Sandomierska), a Nyugati-Beszkidek hegyvidék (Pogórze Zachodniobeskidzkie) és a Krakkó–Częstochowa-fennsík (Wyżyna Krakowsko-Częstochowska). Fekvése révén tökéletes hely azon turisták számára, akik kirándulni akarnak a lengyel hegyekbe, a kis-lengyelországi fennsíkokon vagy a karsztvölgyekbe.
Krakkó legmagasabb pontja a dombra épült Piłsudski-halom (Kopiec Piłsudskiego) tetőpontja. Összesen 383 m magas, azonban maga az emlékhalom – ami egy 1937-ben emelt mesterséges építmény – csak 35 m. A város legalacsonyabb pontja ott található, ahol keleti határán átlép a Visztula (188 m).
Krakkó Ukrajna határától nyugatra 230 km-re található.

### Klíma
A város a kontinens belsejében található. Éghajlata mérsékelt, földrajzi elhelyezkedéséből következően hűvösebb és változatosabb a magyarországinál. Hat évszakot különböztetnek meg: télelő, tél, tavaszelő, tavasz, nyár és ősz. A tél változatos, van, hogy esik a hó, s van, hogy több éven át nem. A nyár általában meleg, de a napsütést gyakran szakítja meg egy-egy zápor. Lengyelország középső, síkvidéki területe ugyanakkor száraz a csapadékos hegyekhez képest.
Krakkó Európa egyik legkeletibb városa, ahol mérsékelt óceáni éghajlat uralkodik. Keletebbre az éghajlat már kontinentális. Az átlagos nyári hőmérséklet 18–19,6 °C, a téli –2,1–0 °C. Nyáron a hőmérséklet időnként túllépi a 25 °C-t. Mivel Krakkó elég közel fekszik a Tátrához és ott gyakori a halny (ami egy főn típusú szél), így még télen is 20 °C-ig emelkedhet a hőmérséklet.
| Hónap                         | Jan. | Feb. | Már. | Ápr. | Máj. | Jún. | Júl. | Aug. | Szep. | Okt. | Nov. | Dec. | Év   |
| ----------------------------- | ---- | ---- | ---- | ---- | ---- | ---- | ---- | ---- | ----- | ---- | ---- | ---- | ---- |
| Átlagos max. hőmérséklet (°C) | 1,0  | 2,5  | 7,5  | 14,0 | 19,4 | 22,0 | 24,2 | 23,7 | 18,4  | 13,6 | 6,5  | 1,8  | 12,9 |
| Átlagos min. hőmérséklet (°C) | −5,0 | −4,0 | 0,6  | 4,0  | 8,8  | 12,0 | 13,7 | 13,2 | 9,3   | 4,8  | 0,3  | −3,6 | 4,6  |
| Átl. csapadékmennyiség (mm)   | 37   | 30   | 40   | 46   | 81   | 86   | 88   | 76   | 62    | 43   | 42   | 39   | 670  |
| Havi napsütéses órák száma    | 40   | 56   | 90   | 135  | 182  | 192  | 203  | 188  | 130   | 103  | 48   | 32   | 1399 |
| Forrás:                       |      |      |      |      |      |      |      |      |       |      |      |      |      |

### Parkok

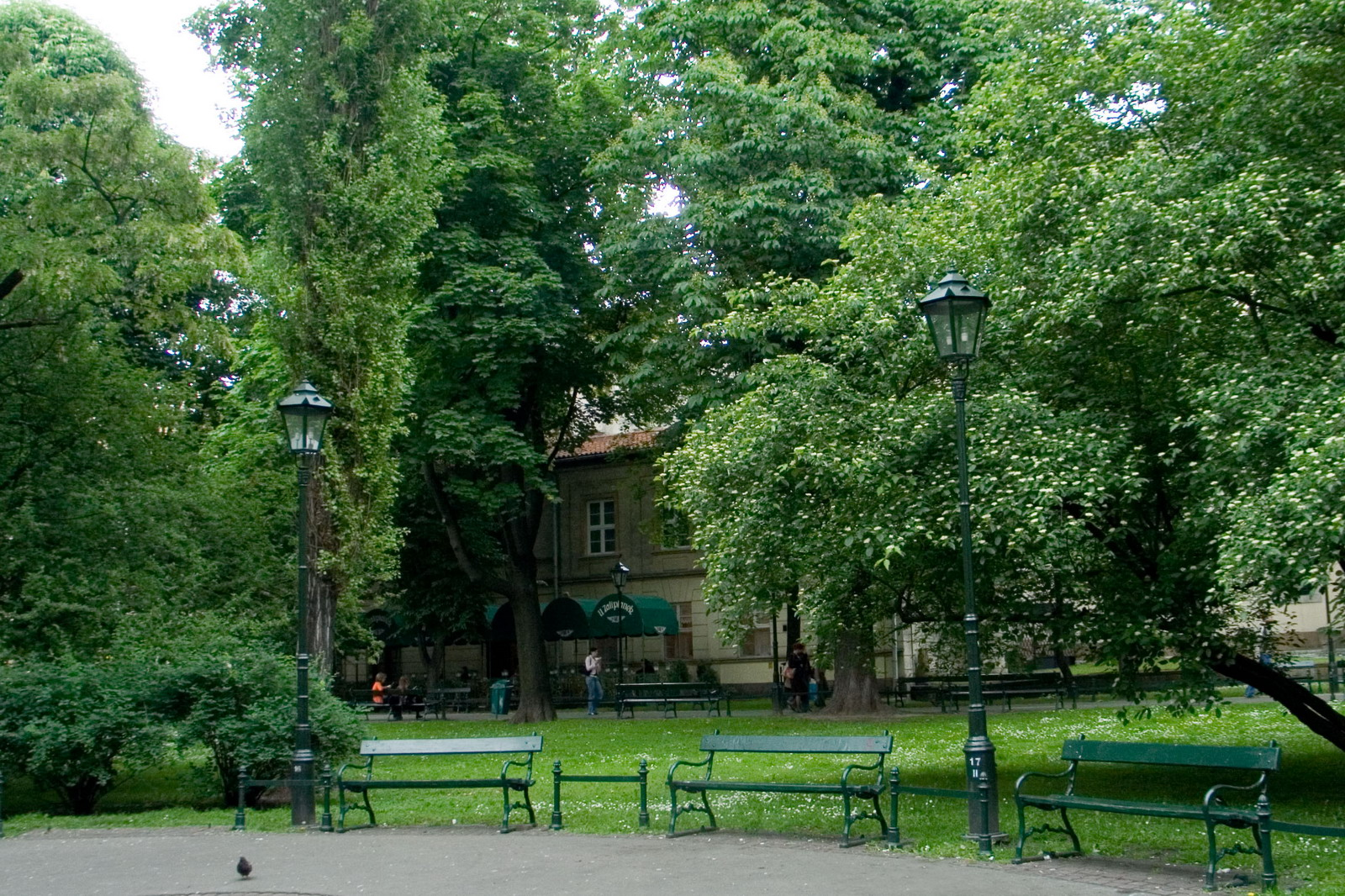
A Planty

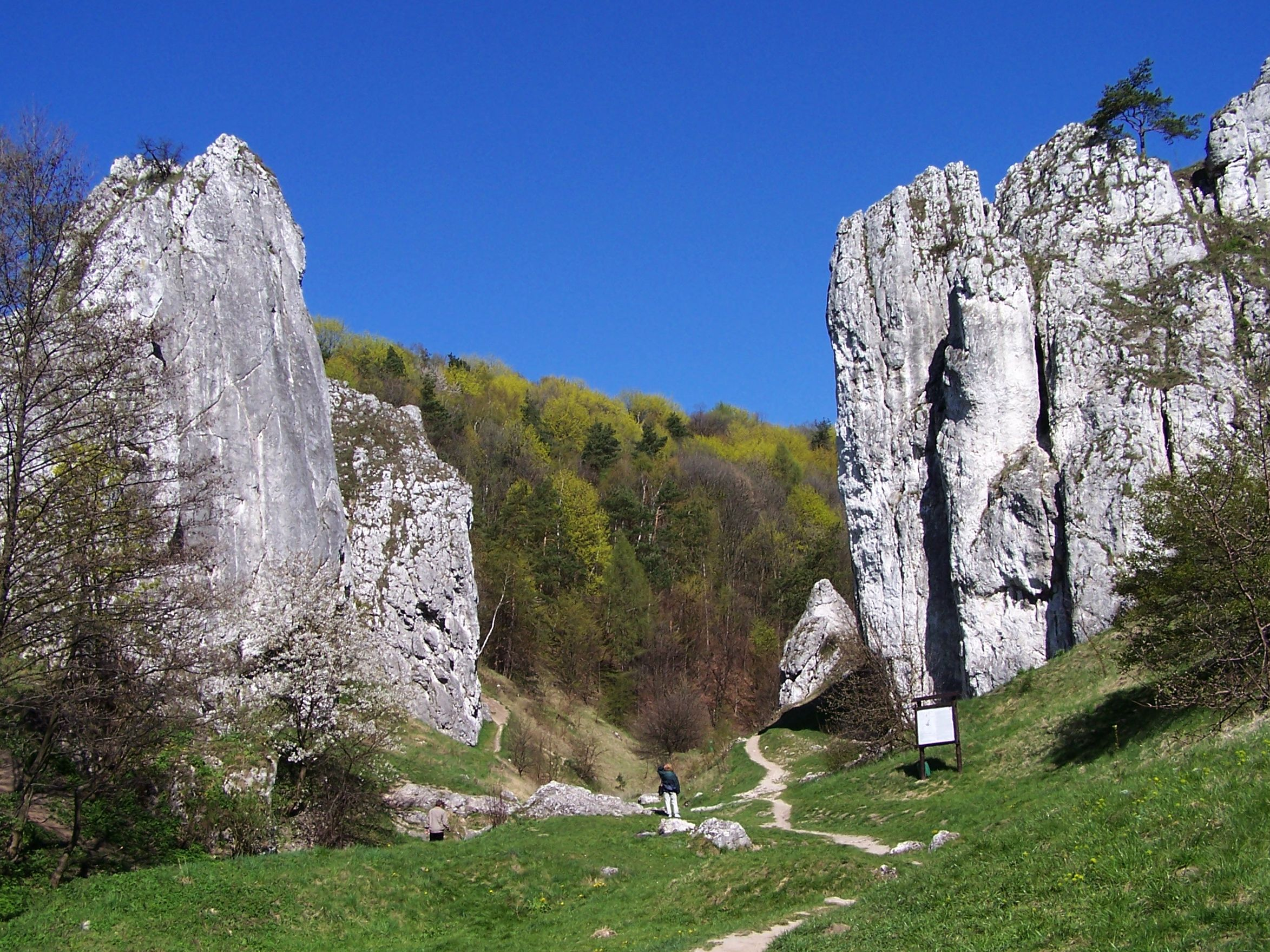
Krakkói Völgyek (Dolinki Krakowskie)

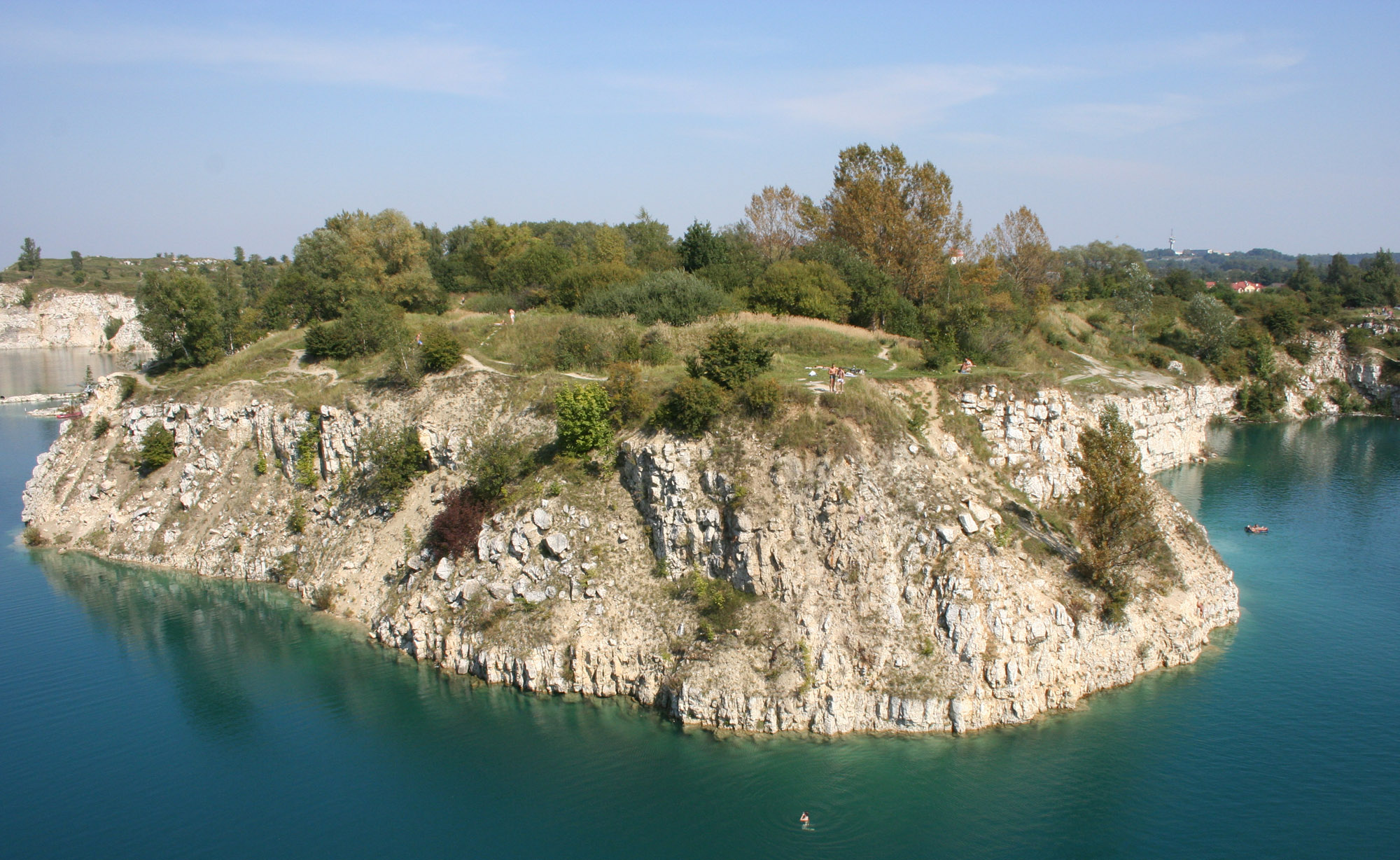
A Zakrzówek mesterséges tó (Zalew Zakrzówek)

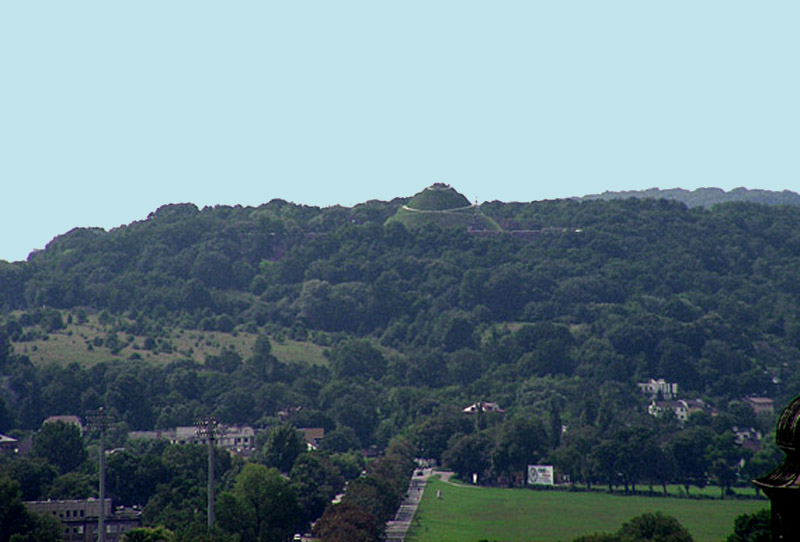
A Wolski-erdő a Kościuszko-halommal (Kopiec Kościuszki), az előtérben Błonia

Krakkóban közel 40 park található, amelyek 320 hektáron terülnek el. A legismertebbek a Planty és a Visztula sétány (Bulwary Wiślane), a legnagyobb pedig a Lengyel Repülők Parkja.
Egyedülálló hely Európában a Błonia, mely egy 48 hektár kiterjedésű nagy mező. A város történelmi központjához közel, a Zwierzyniec kerületben fekszik A 19. század közepéig tavaszonként mocsárrá változott, s kolerajárványok idején ennek szigetein helyezték el a haldoklókat. A mocsár kiszárítása után nagygyűléseket, díszmeneteket és katonai gyakorlatokat rendeztek rajta. 1849-ben I. Miklós orosz cár tartott seregszemlét az 1848–49-es forradalom és szabadságharc leverésére irányuló magyarországi hadjárata előtt, 1910-ben a lengyelek ünnepelték a grünwaldi csata 500. évfordulóját, 1933-ban pedig a „bécsi” csata 250. évfordulóját. A náci megszálláskor a németek be akarták építeni, de a terv nem valósult meg. 1965-ig szabad volt az állattartás a mezőn, majd 2011-től újra megnyílt ez a lehetőség a juhtenyésztés előtt.
Fontos zöldterület még a Wolski-erdő a Sowiniec-dombbal. Az erdő Zwierzyniec kerület nyugati részében található, területe 419 hektár. Benne kapott helyet a Krakkói Állatkert (Ogród Zoologiczny w Krakowie). A Sowiniec lankái a Visztulával párhuzamosan Błoniától a város nyugati határán túl húzódnak. Itt két mesterséges emlékhalom (kopiec) áll: a Kościuszko- és a Piłsudski-halom.

### Természetvédelmi területek
Krakkóban 5 természetvédelmi terület van és a Júrai Tájvédelmi Körzetekhez tartozó néhány kis zöldterület még. Ezekből a körzetekből, a Bielany-Tynieci Tájvédelmi Körzet (Bielańsko-Tyniecki Park Krajobrazowy), Tenczyni Tájvédelmi Körzet (Tenczyński Park Krajobrazowy) és Krakkói Völgyek Tájvédelmi Körzet (Park Krajobrazowy Dolinki Krakowskie) részei Krakkóban találhatók.
A város területének része a Visztula ökológiai folyosójához tartozik. Itt sok kis folyó ömlik bele a Visztulába, a völgyeikkel együtt ezek Krakkó legérdekesebb helyei.
- Bielany-sziklák (Bielańskie Skałki, 1,73 ha) – növényi természetvédelmi terület, Wolski-erdő része, Visztulánál (Zwierzyniec);
- Bonarka (2,29 ha) – sziklás természetvédelmi terület a Płaszów pályaudvar mellett a Wola Duchacka kerületben;
- Leánysziklák (Panieńskie Skałki, 6,41 ha) – erdei táj – és természetvédelmi terület, jura kori szoros Wolski-erdő északi részében (Zwierzyniec);
- Przegorzały-sziklák (Skałki Przegorzalskie, 1,38 ha) – sziklás és növényi természetvédelmi terület, a Wolski erdő része a Visztulánál (Zwierzyniec);
- Skołczanka (36,77 ha) – tájvédelmi terület a város délnyugati részén a tynieci kolostor mellett.

### Üdülőhelyek
Krakkó területén két üdülőhely található:
- Swoszowice Krakkó egyik kerülete. Két forrás található itt, melyek vize szulfát és hidrogén-karbonátanionokat, valamint a kalcium és a magnézium kationjait tartalmazza. Kéntartalmuk alapján Swoszowice forrásai az ötödik helyen vannak a világon és negyedik helyen Európában.[86]
- Mateczny a Podgórze kerület nyugati részében található, az ismert körforgalom közelében. Az üdülőhelyen orvosi rehabilitációs és fürdőgyógyászati kezeléseket végeznek szulfátos, kloridos, nátriumos, magnéziumos és kalciumos vizekkel.[87]

## Népessége
Krakkó népességének változása a 18. század végétől:
Krakkóban az utóbbi két évtizedben szinte változatlan volt a népességszám, 2015-ben 761 069 lakosa volt. Ugrásszerű növekedés 1955-ben, illetve 1955 és 1985 között történt. Ekkor csatolták hozzá Nowa Hutát és építették a Lenin-kohót, az államnak pedig lakást kellett biztosítania a munkások számára. Ezzel létrejött az első szocialista mintaváros Lengyelországban. Napjainkban a Czyżyny, a Mistrzejowice, a Bieńczyce, a Wzgórza Krzesławickie és a Nowa Huta kerületek fekszenek a Krakkóhoz csatolt újabb városrészben. A gyár a második legnagyobb lengyel kohó ma is, új neve Sendzimir-kohó (Huta im. T. Sendzimira).

## Történelme

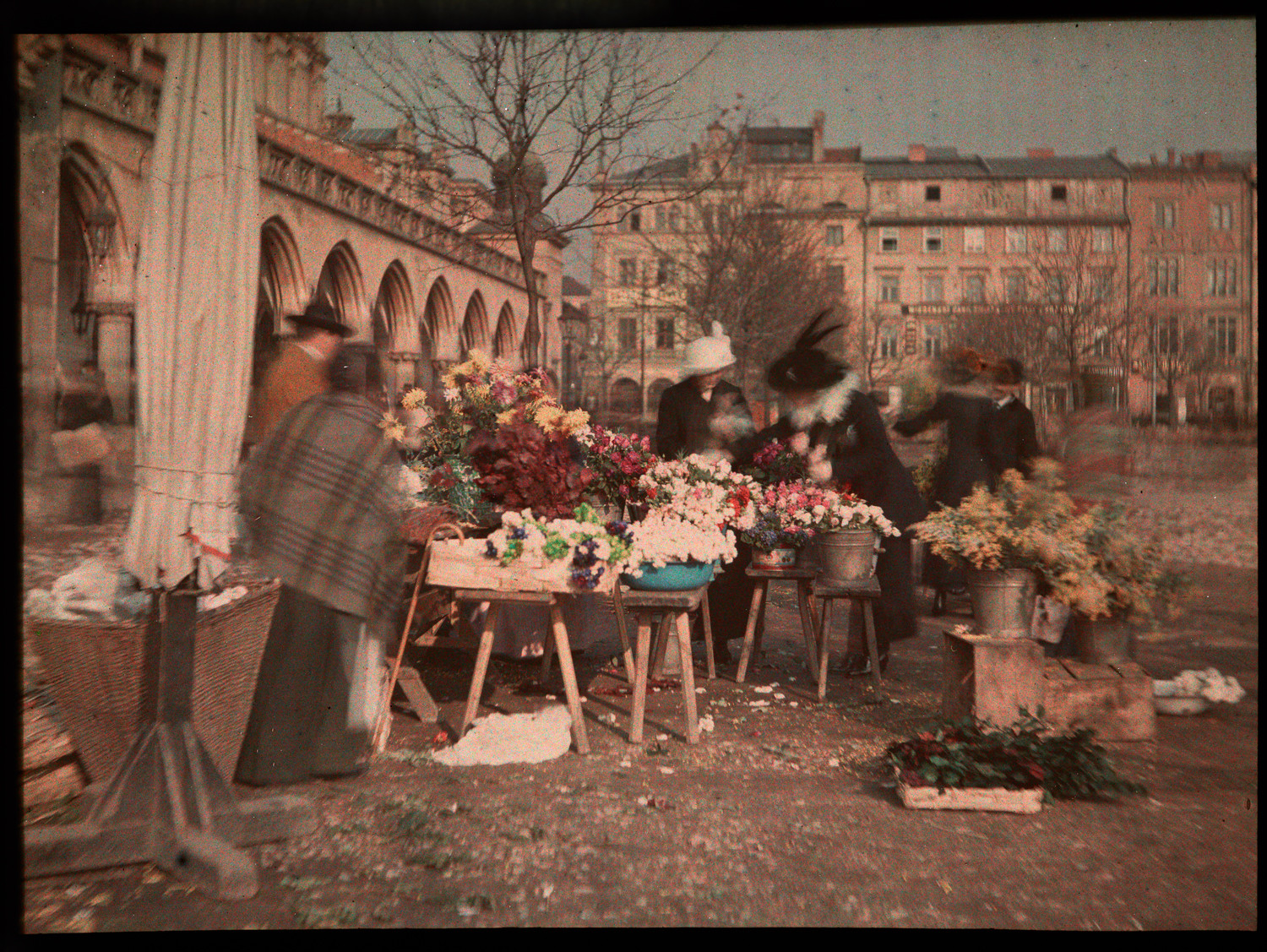
Krakkó 1912

A város legrégebbi része egy erődítmény, ami a Wawel-magaslaton épült ki, s amelyet egykor a Visztulát övező mocsarak vettek körül. A szlávok az 5. században érkeztek a vidékre. 989 után, Szent Adalbert korában a Piast-dinasztiához tartozó I. Mieszko és fia, Vitéz Boleszláv meghódította Sziléziát és Krakkót, s birodalmukat az Odera folyóig kiterjesztették.
A város 1000-től püspöki székhely volt. 1038-ban, Újító Kázmér (Kazimierz Odnowiciel) uralkodása alatt lett Lengyelország fővárosa. 1138 és 1320 között a Szeniorátusi Lengyelország része volt. 1241–1242-ben sokat szenvedett a tatárok betörésétől, a hejnał ma is erre emlékeztet. A várat és az András-templomot a hódítók lerombolták, újjáépítésükre később került sor gótikus stílusban. 1257-ben városi rangot kapott a település. Ekkor kezdett kialakulni a mai Óváros (Stare miasto).
1320-ban koronáztak először lengyel királyt a Wawel katedrálisban Kis Ulászló személyében. A 14. század végén, II. Jagelló Ulászló (Władysław II Jagiełło) lengyel király alatt a város a Hanza-szövetség tagja lett. III. Kázmér (1333-1370) uralkodása után az Anjou-házi I. (Nagy) Lajos magyar királyé lett a lengyel trón.
1572-ben meghalt az utolsó Jagelló király, II. Zsigmond Ágost. Őt Valois Henrik féléves uralkodása után a magyar Báthory István erdélyi fejedelem követte. Báthoryt halála után a krakkói Wawel katedrális altemplomában temették el. 1587-től a svéd Vasa-házból származó III. Zsigmond lett a király, aki Varsót tette meg lengyel királyi székhelynek. 1655 és 1702 között többször pestis pusztított a városban, s kétszer a svédek is meghódították. Mindezek ellenére Krakkó 1734-ig koronázó város maradt.
Lengyelország három felosztása után, 1795-től 1809-ig Ausztria fennhatósága alatt állt. 1809 és 1815 között a formálisan önálló Varsói Hercegséghez tartozott, majd 1846-ig szintén formálisan szabad város volt (Krakkói Köztársaság, Rzeczpospolita Krakowska). Stratégiai okokból ekkoriban bontották le a városfalak nagy részét az osztrák hatóságok, hogy gyengítsék a védekezőképességet, és jött létre a belváros körül a Planty park. A bontástól a fal egy része, a Városi Arzenál és a Flórián-kapu menekült meg. Az 1846 februárjában kitört krakkói felkelés (Powstanie krakowskie) leverése után Ausztria magához csatolta. 1850-ben tűz ütött ki Krakkóban, amely a város csaknem 10%-át elpusztította, de gyorsan elhárították.
Krakkó 1918-ban a függetlenné vált, újjáalakult lengyel állam része lett. 1939-1945 között a nemzetiszocialista Német Birodalom által kialakított Lengyel Főkormányzóság (Generalne Gubernatorstwo, németül: Generalgouvernement) székhelye volt. 1945 óta ismét Lengyelországhoz tartozik. Krakkó szerencsére túlélte a második világháborút, és elkerülte a pusztulást.
Az UNESCO 1978-ban a kulturális világörökség részévé nyilvánította az Óvárost és a Wawelt.

## Közigazgatás

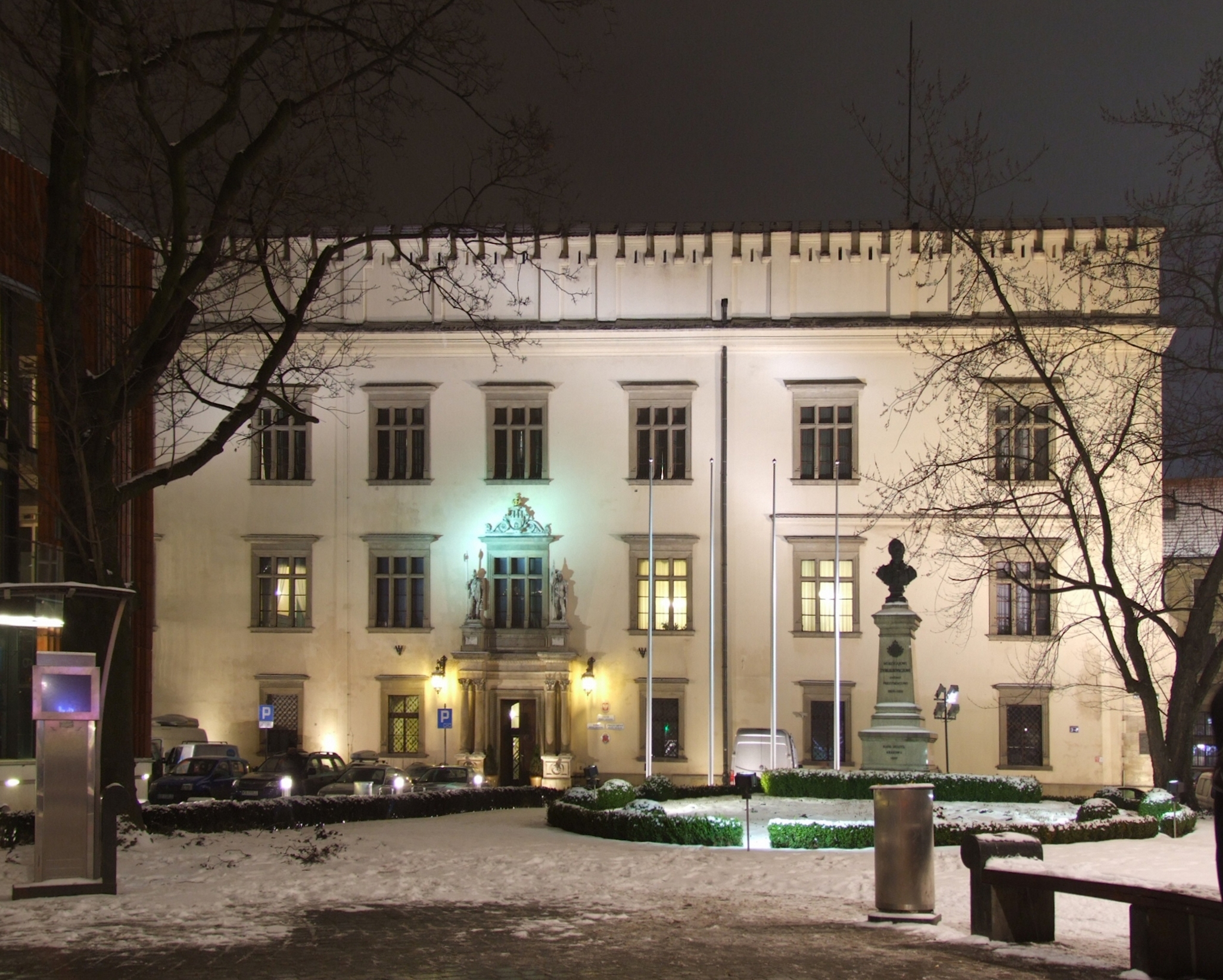
Krakkói városháza

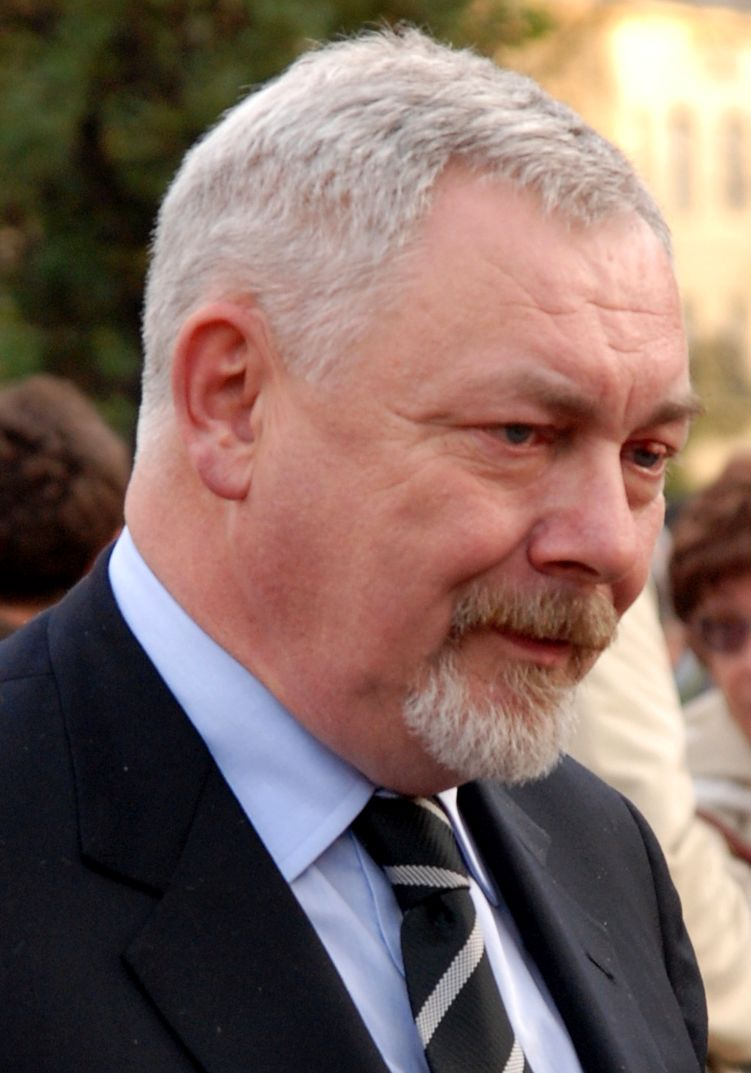
Jacek Majchrowski, Krakkó polgármestere, elnöke

### A Városháza, a polgármester és a Városi Tanács
A Városháza a város végrehajtó szerveiből áll. A Wielopolski-palotában működik, ami a Grodzka és Franciszkańska utcák sarkán (a Wawel és a Piactér között) található. A hivatal a Város Igazgatóságától (elnök, titkár, kincstárnok, városi hivatal igazgatója) kapott feladatokat és a Városi Tanács határozatait hajtja végre. A hivatalt 1975 decemberében hozták létre, akkor az elnök rendelkezéseit végrehajtó hivatal volt. Az 1990. évi önkormányzati választásig a hatásköre a krakkói vajdaságra is kiterjedt.
Lengyelországban a nagyobb városok polgármestereit városi elnököknek nevezik (prezydent miasta). Feladatuk a város és a Városi Hivatal vezetése, utóbbi 1792-től létezik Krakkóban. 1975-1990 között Krakkó polgármestere egyidejűleg krakkói vajda is volt. 2002-től Jacek Majchrowski jogászprofesszor a város polgármestere.
A Városi Tanács határozatokat hoz és ellenőrzi, hogy a Városi Hivatal hogyan hajtja végre ezeket. Általános választás során megválasztott tanácstagokból áll, akiknek mandátuma 4 évig tart. Munkáját a tagjai közül megválasztott vezető irányítja. Különféle bizottságokat állíthat fel, melyek munkájába külső szakembereket is bevonhat. A Tanács rendelkezik a város vagyonával, s jogosult ellenőrizni, hogy a polgármester helyesen vezeti-e város pénzügyeit. 2002-ig magát a polgármestert is ez a testület választotta meg és mentette fel. 2002-től azonban a polgárok közvetlenül választják őket.

### Krakkó kerületei
Krakkó legősibb részei — az Óváros a Wawellel, a Stradom, a Kazimierz és a Kleparz — a 18. század végén egyesültek. Az osztrák uralom alatt gyakran változott a közigazgatási felosztás, bár a város határai változatlanok maradtak. Lengyelország függetlenné válása után aztán új, jelentős részekkel gyarapodott a város területe. 1951-ben már 52 kerületből állt az igazgatás rendszere, amit akkor ötre csökkentettek. 1990 óta 18 saját önkormányzattal rendelkező kerület van a városban:

Krakkó kerületei ma

1. Stare Miasto
2. Grzegórzki
3. Prądnik Czerwony
4. Prądnik Biały
5. Krowodrza
6. Bronowice
7. Zwierzyniec
8. Dębniki
9. Łagiewniki-Borek Fałęcki
10. Swoszowice
11. Podgórze Duchackie
12. Bieżanów-Prokocim
13. Podgórze
14. Czyżyny
15. Mistrzejowice
16. Bieńczyce
17. Wzgórza Krzesławickie
18. Nowa Huta

## Gazdaság

### Kereskedelmi központok
- Bonarka City Center – a legnagyobb kereskedelmi központ Krakkóban (a Podgórze Duchackie kerületben), 2009 novemberében nyílt meg. Itt is Cinema City multiplex található (20 moziteremmel).
- Galeria Krakowska – a második legnagyobb kereskedelmi központ, a Főpályaudvar mellett található.
- Galeria Kazimierz – üzletközpont a Grzegórzki kerületben, Kazimierz mellett; 2006 szeptemberében nyílt meg.
- Kraków Plaza – kereskedelmi központ a Grzegórzki kerület keleti részében (Dąbie). 2001-ben nyílt meg. Itt is Cinema City multiplex található.
- Park Handlowy Zakopianka – a Łagiewniki-Borek Fałęcki kerületben, a Zakopanéba vezető útnál fekszik a volt Solvay cég szódagyára helyén. 1998-ban nyílt meg, itt is multiplex található.
- Solvay Park – kis üzletközpont a Borek Fałęcki kerületben, a Park Handlowy Zakopianka-val szemben. 2007 októberében nyílt meg.
- M1 – kereskedelmi központ a Kraków Plaza mellett, de már a Czyżyny kerületben. 2001 októberében nyílt meg.
- Centrum Handlowe „Krokus” – A Mistrzejowice kerületben található. Az első krakkói kereskedelmi központok egyike – 1997 októberében nyílt meg, kezdetben „King’s Cross” volt a neve.

### Krakkói Ipari Körzet
Krakkói Ipari Körzet (Krakowski Okręg Przemysłowy, KOP), magába foglalja Krakkót, Bochniát, Skawinát, Myślenicét és Wieliczkát. A körzetben egymillió ember él.
A körzet fő iparágai:
- Vaskohászat: Krakkó Nowa Huta kerületében működik a Sendzimir-kohó (az egykori Lenin-kohó), jelenleg a világ legnagyobb acéltermelőjének, az ArcelorMittal nemzetközi konszernnek a tulajdona. Ez Lengyelország egyik legnagyobb ipari üzeme, és az ország második legnagyobb kohója. Hivatalos megnyitására 1954. július 22-én került sor. Napjainkban a kohó éves termelése kb. 1,3 millió tonna acél. Ez az egyetlen lengyel üzem, amely az autóipar számára a karosszéria-gyártáshoz használható acéllemezt állít elő.
- Színesfém-kohászat: Skawina (Kohóipari Üzem – alumíniumhulladék feldolgozása), Bochnia (Kohászati Feldolgozó Üzem – ún. üreges profilok és autópalya-védőkorlát gyártása).
- Bányászat: sóbánya Bochniában. A sóbánya Wieliczkában már nem működik – ma már csak turisztikai látványosság, viszont mint ilyen, jól ismert az egész világon. Wieliczkában már a 13. században bányásztak sót, és csak 1996-ban hagytak fel vele – így a sóbánya kb. 650 éven át működött.
- Gépgyártás: Niepołomicében fekszik a Ludwik Zieleniewski Gép- és Készülékgyár (Zakłady Budowy Maszyn i Aparatury im. Ludwika Zieleniewskiego). Ez a gyár 2008-ig Krakkóban működött, Lengyelország egyik legrégibb és megszakítás nélkül működő gépgyára – 1804-ben alapították kovácsműhelyként. Ez az üzem az egyetlen az országban, amely nagy teljesítményű kompresszorokat és fúvókat gyárt. Másik ismert krakkói üzem – az öntőgépgyár. A Krakkó környékén találhatóak: gépgyár Zabierzówban, zománcozott edények gyára és ventilátorok gyára („Owent”) Olkuszban.
- Elektrotechnikai ipar: Krakkóban található a „Telos” telefongyár, a kábelgyár, a mérőkészülékek gyára. Krakkó közelében: szigetelő anyagok üzeme Zabierzówban, kábelgyár („Telefonika” S.A.) és a Motorola Szoftverközpont Myślenicében.
- Vegyi-, gumi-, gyógyszer-, építőanyag-, üveg-, papír- és cipőipar, ruházati és energetikai ipar.

A második nagy ipari központ a krakkói körzetben Skawina: városka Visztulánál, Krakkó nyugati határánál. Az 1980-as évek második feléig itt működött a két lengyel alumíniumkohó egyike, de a hidrogén-fluoriddal való környezetszennyezés miatt bezárták a lakosság és az ökológusok tiltakozásait követően. Ma a kohó már csak aluminiumhulladékat dolgoz fel. Mivel az aluminiumtermelés sok enérgiát igényel, a kohó közelében felépítettek egy nagy erőmüvet, amely most nemcsak a kohóba, hanem Krakkóba és Skawinába is szállít villamosenergiát. Az erőműben keletkező pernye építőanyagok (tető- és fallemezek valamint üreges téglák) gyártásának alapanyaga.

### Outsourcing
Krakkó a legnagyobb lengyel outsourcing központ. Krakkóban és környékén kb. 40 cég tevékenykedik, amelyek üzleti folyamatok terén nyújtanak szolgáltatást (könyvelés, adó- és pénzügyi tanácsadás, informatika) bérmunka formájában. Krakkó a negyedik helyet képviseli a világon és az elsőt Közép-Európában azon városok között, amelyek a legvonzóbbak a kihelyezett szolgáltatást igénylő megbízók számára és a szolgáltatást nyújtók számára is.

## Közlekedése
A várostól délre halad el az A4-es autópálya, amely teljes hosszában 2013-ban készült el, ekkor elérte a lengyel–ukrán határt is.
A krakkói főpályaudvarról vonatok és buszok indulnak. A vasúti pályaudvar neve – Kraków Główny, a buszpályaudvaré – Regionalny Dworzec Autobusowy. A pályaudvar főként a Kis-lengyelországi vajdasággal való közlekedést szolgálja ki, de sok járat (vasúti és busz) indul Lengyelország különböző vidékeire és Európa más államaiba. Közvetlen vasúti kapcsolat ukrajnai és magyarországi városokkal vannak, meg Bukaresttel, Berlinnel és Hamburggal.
A repülőtér a várostól 11 km-re nyugatra található, II. János Pál nevét viseli a Krakkó II. János Pál repülőtér, (korábban: Krakkó–Balice nemzetközi repülőtér) ahonnan a belföldi légijáratok mellett Európába és Amerikába is közlekedik légijárat. A város területén 11 közúti, és 3 vasúti híd szeli át a Visztulát (lásd a Krakkó hídjai cikket). A városban sűrű az autóbusz-forgalom és villamos is jár.
Krakkó sok forgalmi dugót szenved el. Paradox módon, az oka az, hogy a város majdnem érintetlen állapotban vészelte át mindkét világháborút, emiatt az utcahálózat régóta változatlan és nem alkalmas a mai forgalomra, nem felel meg az intenzitásának. Az épületek nagy sűrűsége ugyanakkor lehetetlenné teszi az utak szélesítését. A helyzet még így is sokkal jobb mint Varsóban, de ez Krakkó számára nem vigasz. TomTom, a holland autós navigációs rendszert gyártó cég 2010-ben kiszámította, hogy 59 európai város közt Krakkó a 30. helyen van a torlódások szempontjából (a TomTom kiszámította, hogy egy adott városban mennyi út van, ahol a kocsik nem tudnak gyorsabban menni mint a legnagyobb megengedhető sebesség 70%-a). Ebben a besorolásban Varsó sajnos a második helyen volt. Ennek kezelésére a közelmúltban a vasútállomás alatt városi alagút is létesült a belváros tehermentesítésére. A vasútállomástól északra új közúti felüljárórendszereket és villamos átvezetéseket adtak át. Építés alatt van a városrészeket összekötő új főúthálózat viaduktokra építve.

## Kultúra
Krakkó Lengyelország egyik legfontosabb kulturális központja és Európa egyik fő turisztikai célpontja. A történelmi Óváros és a Kazimierz kerület 1978-ban felkerült az UNESCO világörökségi listájára. 2000-ben Krakkó elnyerte az Európa kulturális fővárosa címet. 2008-ban közel 7,5 millió turista kereste fel, köztük 2 millió külföldi. Krakkóban országos jelentőséggel bíró kulturális intézmények vannak.

### Színházak
A legfontosabb színházak:
- Bagatela
- Krakowski Teatr Scena STU
- Teatr Ludowy (Népszínház)

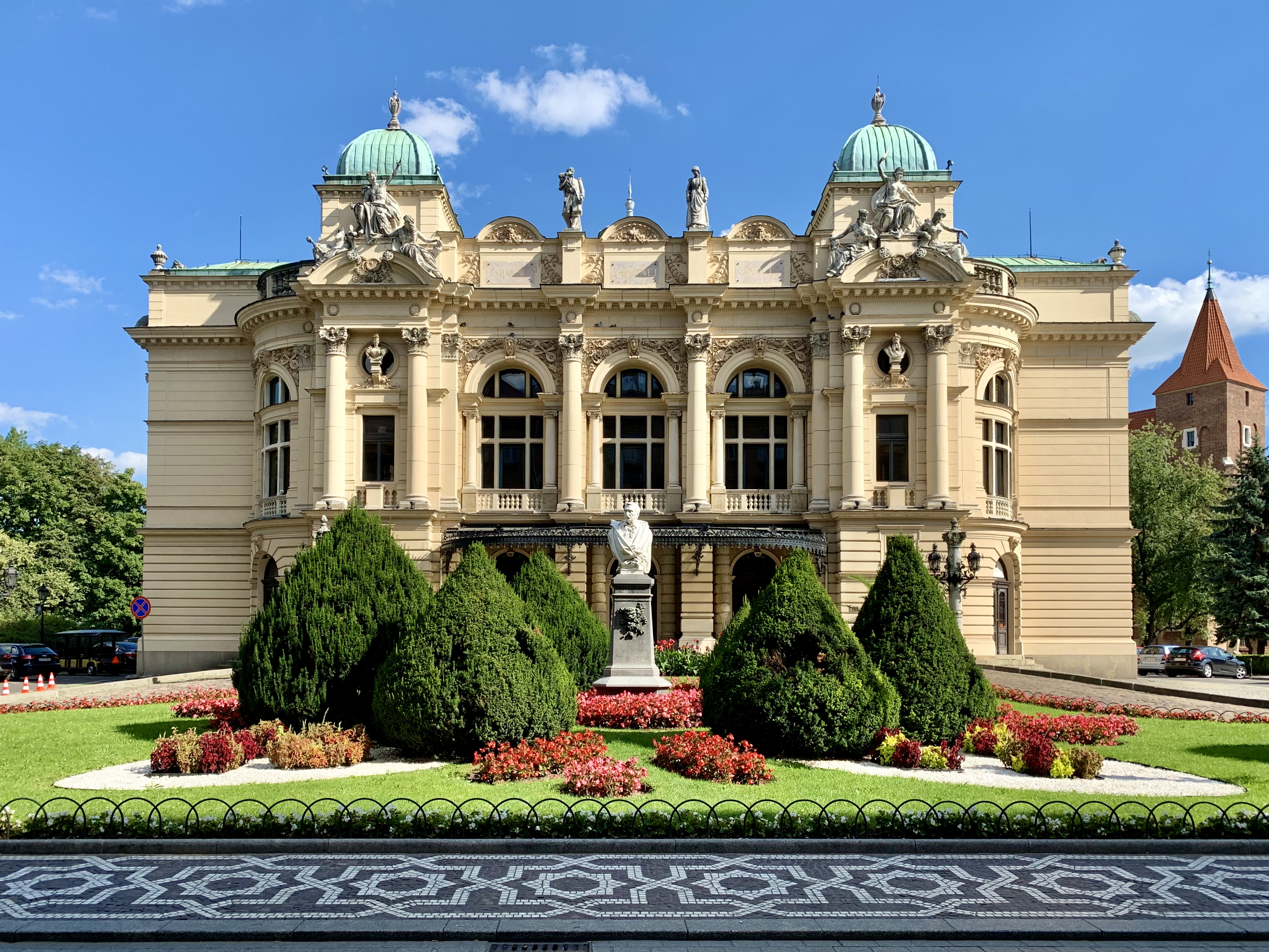
Juliusz Słowacki-színház

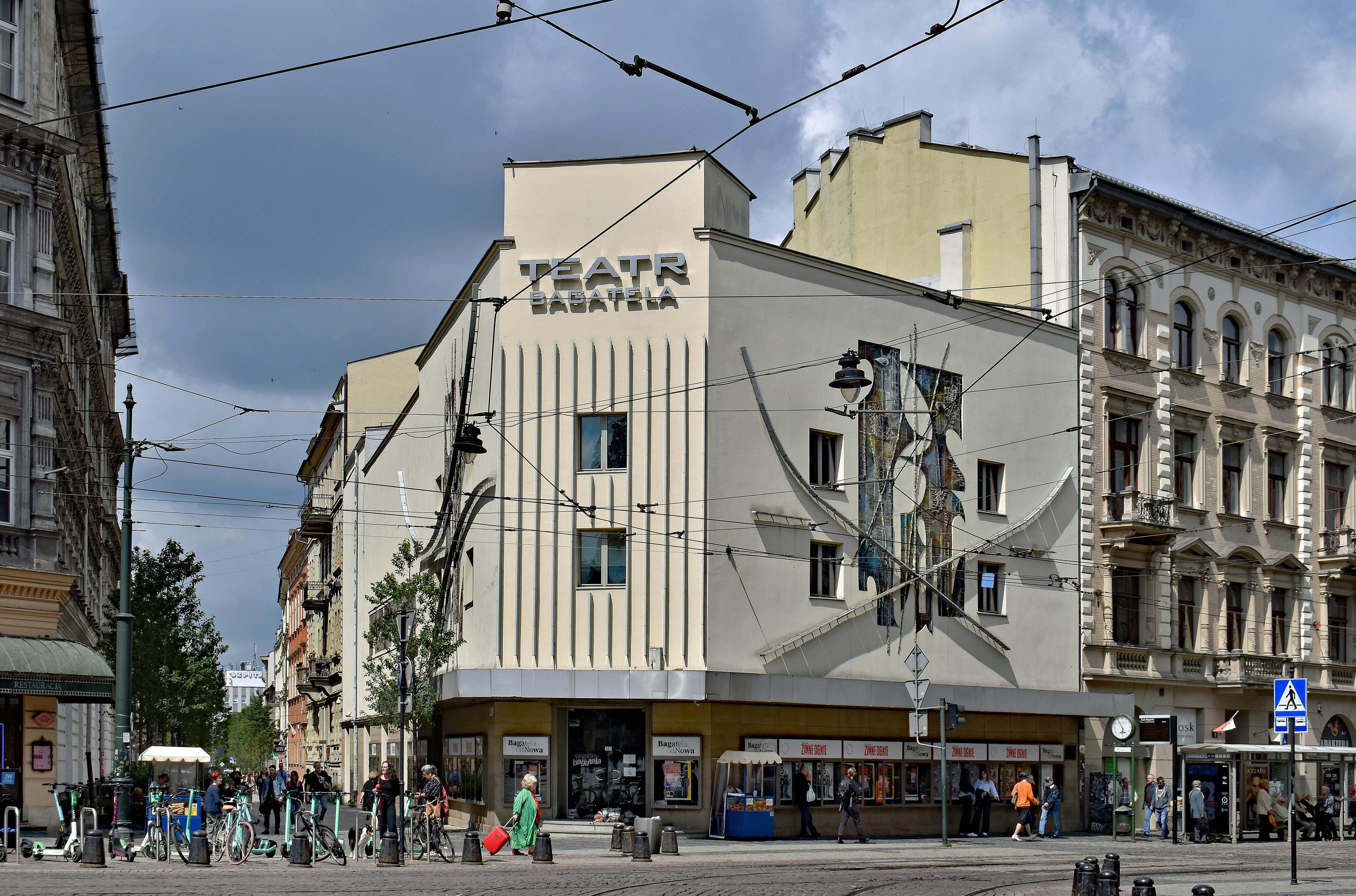
Teatr Bagatela

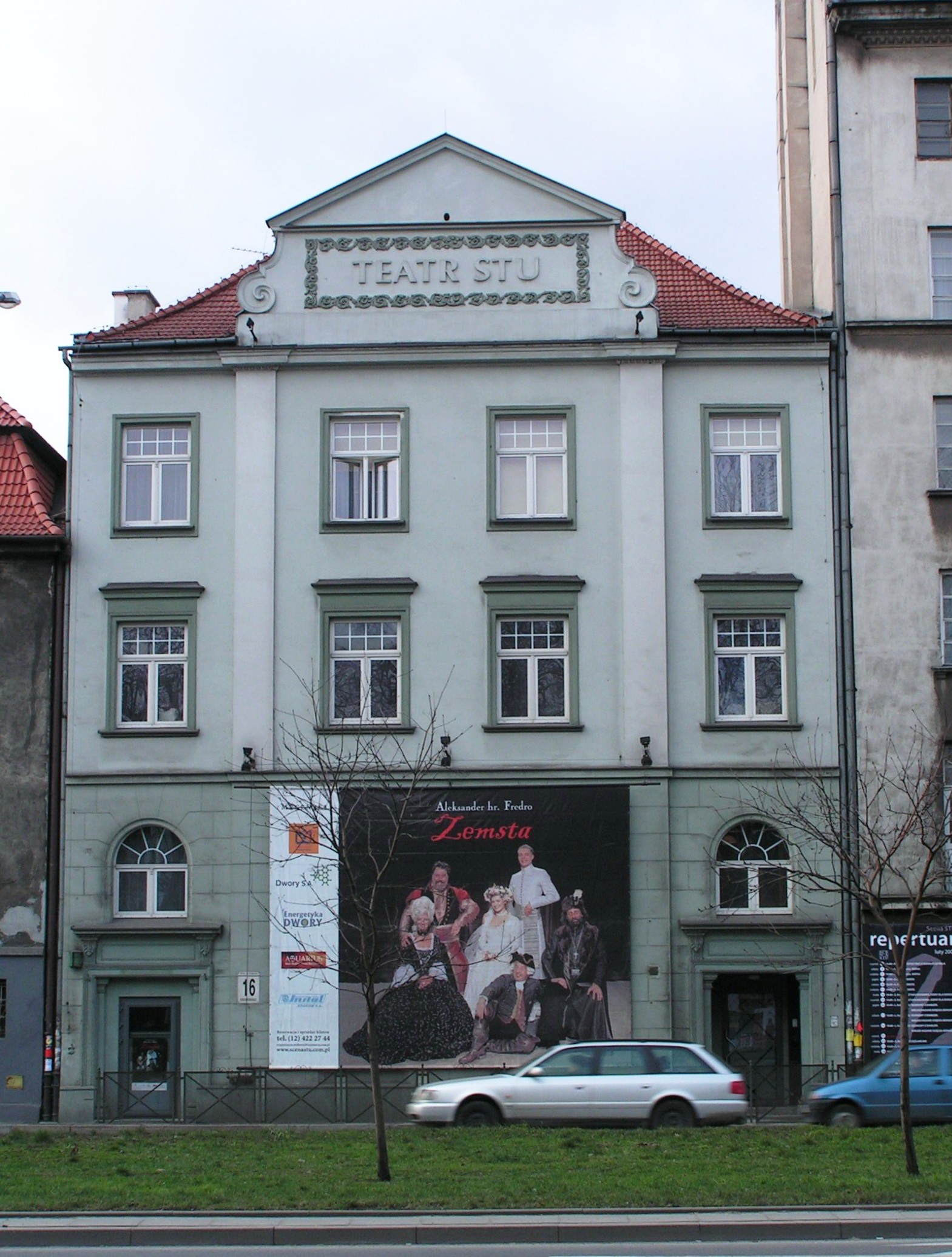
Krakowski Teatr Scena STU

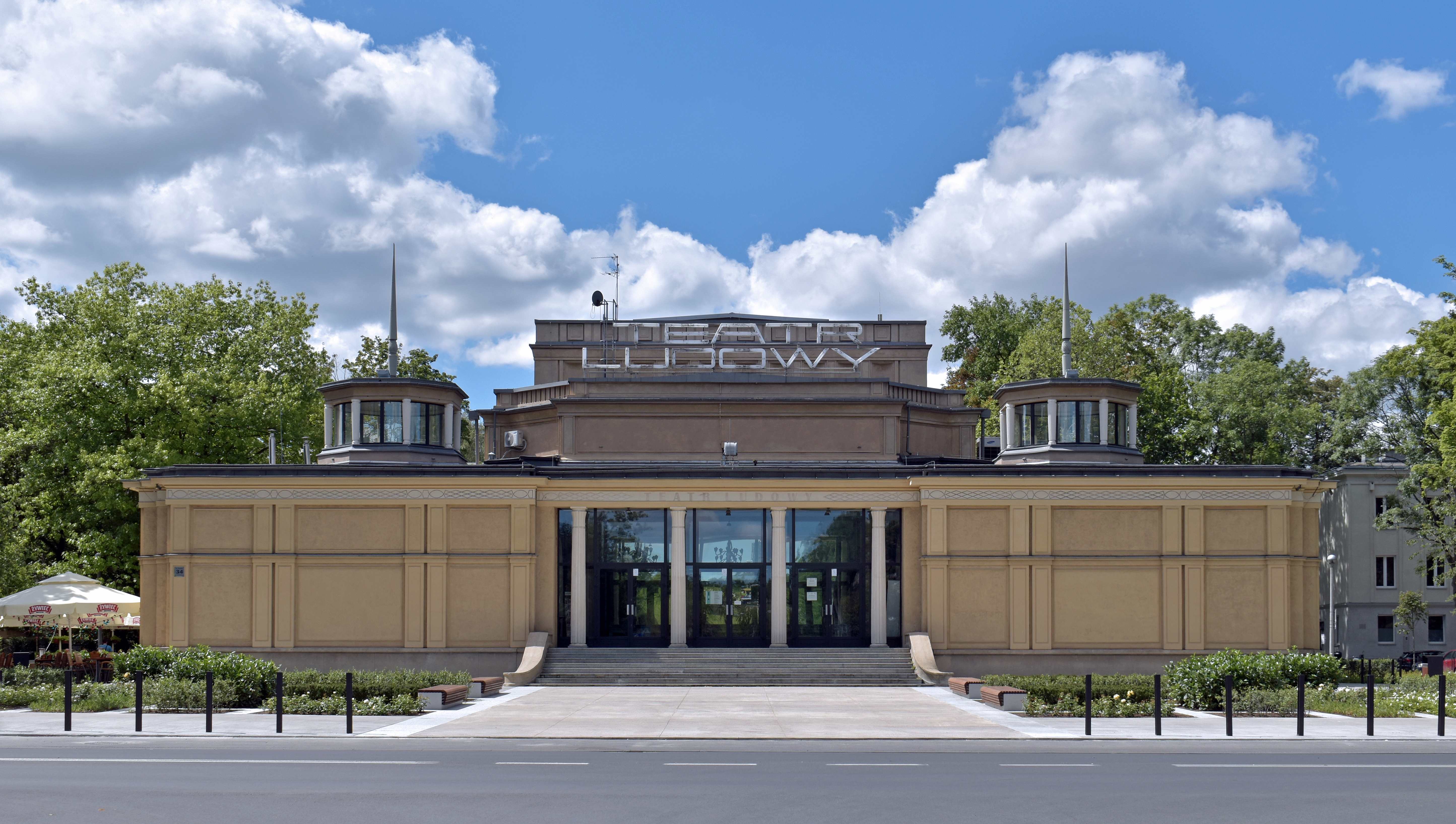
Népszínház

- Teatr PWST (Az Állami Színművészeti Főiskola színháza)
- Teatr Scena El-Jot
- Teatr Słowackiego (Juliusz Słowacki-színház)
- Opera Krakowska
- Teatr Lalki, Maski i Aktora Groteska (bábszínház)
- Stary Teatr im. Heleny Modrzejewskiej (Régi Színház)
- Teatr KTO
- Teatr Łaźnia Nowa
- Kinoteatr Uciecha
- Teatr Lalki i Aktora Parawan (bábszínház)
- Teatr Lektur Szkolnych (Iskolai Olvasmányok Színháza)
- Teatr Nowy (Új színház)

Krakkóban 11 nagy és sok kisebb színház létezik; a kisebbek gyakran rendeznek előadásokat kis, hangulatos pincékben. Krakkóban található az első lengyel állandó, nyilvános és szakmai színház, a Helena Modrzejewska Régi Színháza, amely az egyik legrégibb az országban. 2008-ban épült és nyílt meg a Krakkói Operaház. Addig az Opera együttese a Słowacki-színház épületben tartotta előadásait. Krakkóban működik a Karol Szymanowski filharmonikus zenekar.
Az állandó, nyilvános színház a lengyel felvilágosodás eszméinek köszönheti megalakulását. Ez első Jacek Kluszewski nevéhez fűződik. E célból ő megrendelte két ház átépítését a Jagiellońska utcában és 1801-ben megnyitotta a színházat, amely máig létezik és Stary Teatr-nak (Régi Színház) hívják, egyben viseli Helena Modrzejewska, a híres színésznő nevét is.
A következő színházak építése túl drága volt ahhoz, hogy a város megengedhesse magának. Majdnem 100 év telt el és csak egy „rendes” színház alakult meg és néhány amatőr. Csak 1893-ban épült új színház a Szentlélek téren (Plac Świętego Ducha), a Teatr Miejski (Városi Színház, mely most Juliusz Słowacki nevét viseli. 13 évvel később befejeződött a Régi Színház átépítése is, de ez is túl kevés volt.
A 20. század elején a mozi egyre népszerűbb lett. Sok alkalmas épületben kapott helyt, de külön épületeket is építettek mozik számára. A legérdekesebbek: a Wanda mozi és az Uciecha (Mulatság) mozi és színház, ami elsőként mutatott be hangosfilmeket.
Röviddel a függetlenség visszaszerzése után, 1919-ben megint felépült egy új színház Krakkóban, a 19. század elejére jellemző kis francia színházak stílusában, ezért kapta Bagatela (=bagatel dolog, apróság) nevét. 1928-ban a színházat tűzvész tette tönkre; az újjáépítés közben mind kívül, mind belül rendesebb alakot kapott a 30. évek építészete stílusának megfelelően. E stílusban építették fel a Krakkói Filharmóniát is.
A német megszálláskor majdnem az egész kulturális élet megbénult. A rejtőzködő színházak adtak előadásokat lakásokban, primitív körülmények között. A lengyeleknek tilos volt belépni a Słowacki-színházba, így a Régi Színház lett a hivatalos színház a lengyelek számára.
1945 után ismét sok új színház jött létre, de nem építettek se zeneszínházat, se Nagy Színházat Nowa Hutában. Ehelyett felépítettek egy kis színházat Nowa Hutában és a mostani Teatr Ludowy-t (Népszínház). 2008-ban Krakkó végül Operaházat kapott (a Főpályaudvar mellett).

### Múzeumok
A városban 28 múzeum van, köztük:

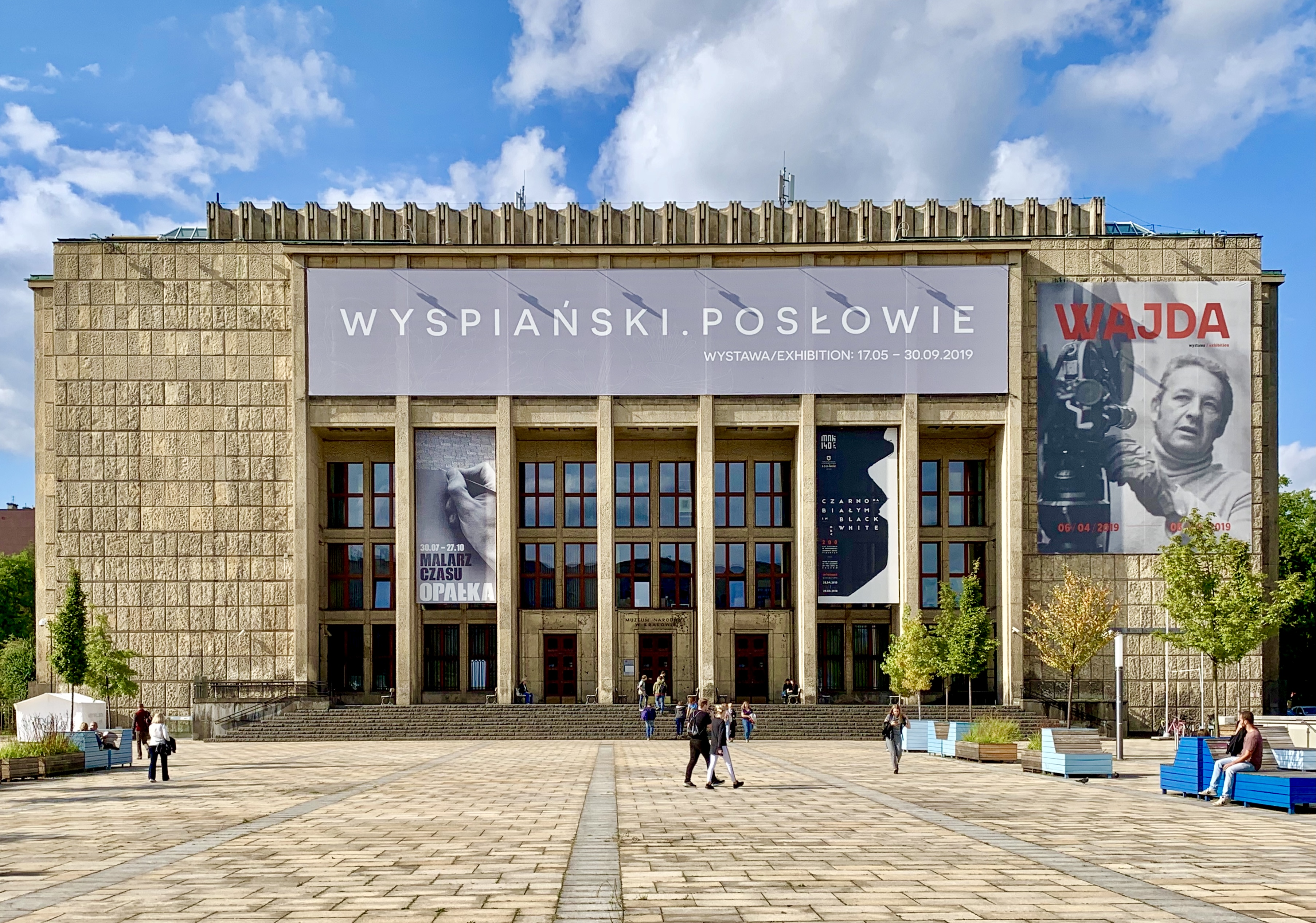
A Nemzeti Múzeum (Muzeum Narodowe)

- Királyi palota Wawelben és itt többek között: Királyi Termek, Királyi Magánlákosztályok, Kincstár és Fegyvertár, Sárkány-barlang és Waweli Székesegyház,
- A Nemzeti Múzeum (Muzeum Narodowe),
- Galéria a Posztócsarnokban (Sukiennice – 19. századi festészet)
- Jan Matejko-ház
- Manggha-ház (japán gyűjtemény)
- Régészeti múzeum (http://ma.krakow.pl)
  - Nowa Huta-i Múzeum
- Gyógyszerészeti múzeum
- Czartoryski Múzeum (Muzeum książąt Czartoryskich) (klasszikus európai és lengyel festők, pl. Leonardo da Vinci, Rembrandt, Jan Matejko művei)
- Lengyel Repülési Múzeum (Muzeum Lotnictwa Polskiego)
- Fotótörténeti Múzeum

### Könyvtárak
Krakkóban 5 nyilvános könyvtár van: 4 városi és 1 vajdasági. Ezenkívül a városban 16 tudományos könyvtár tevékenykedik (főként az egyetemeknél és tudományos intézeteknél), többiek között: a Jagélló- Könyvtár, a Czartoryski-könyvtár, a Pedagógiai Könyvtár, a Lengyel Művészeti és Tudományos Akadémia (PAU)
és a Lengyel Tudományos Akadémia (PAN) Tudományos Könyvtárai.

### Krakkói hagyományok és kulturális rendezvények

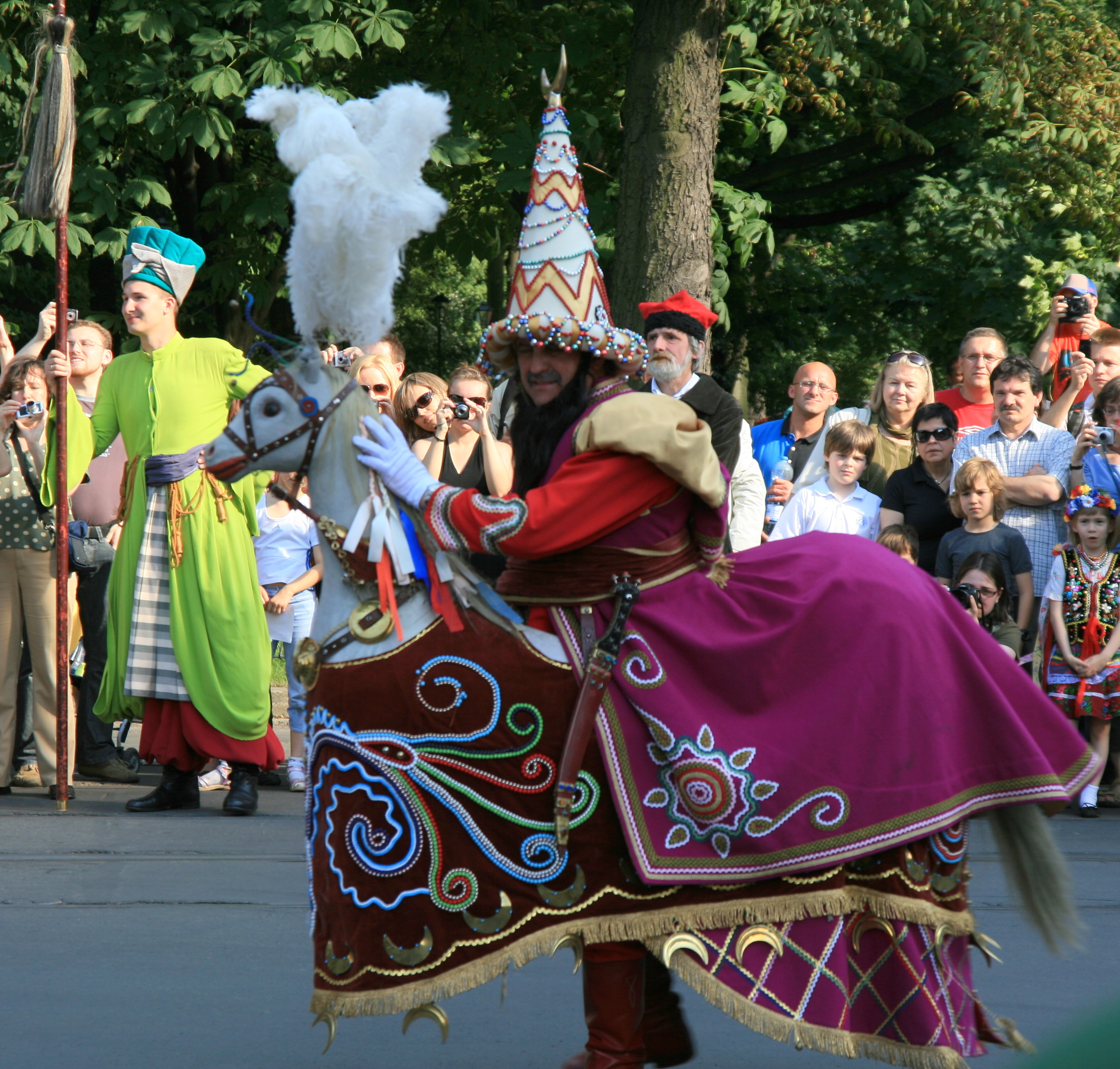
Lajkonik

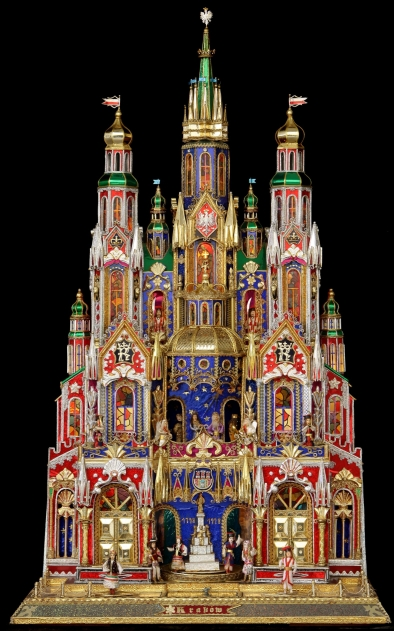
Krakkói betlehem a Krakkó Történelmi Muzeumában, 1998

- Emaus – egy búcsú, amely mindig húsvéthétfőn van a premontrei rend templománál (Salwator). Az Emaus egyben annak a bibliai falunak a neve, ahova a feltámadott Krisztus ment.
- Rękawka – egy ünnep, a Húsvét utáni kedden a Krakus-halom (Kopiec Krakusa) lábánál. A Rękawka közben halotti torokat szerveztek. Innen származik a hagyomány: a domboldalról ételt dobnak le a domb lábánál álló embereknek. Mostanában ezen ünnep kapcsán íjászversenyeket is szerveznek.
- PaKA (április) – a fiatal lengyel kabarék (főként diákkabarék) fesztiválja.
- Rövidfilmek Országos Fesztiválja (Ogólnopolski Festiwal Filmów Krótkometrażowych, május) – aminek során odaítélik a Złoty Smok (Arany Sárkány) és Złoty Lajkonik díjakat. Ez a legrégibb filmfesztivál Lengyelországban és az egyik legrégibb a világon. A neve ellenére, a fesztiválon nemcsak lengyel filmeket mutatnak be, nemzetközi, melyet az amerikai Academy of Motion Pictures, Arts and Sciences is elismer. Ez lehetővé teszi a fesztivál nemzetközi versenye győzteseinek, hogy pályázzanak az Oscar-díj jelöltségére rövidfilm és animáció kategóriákban.
- Krakkó város ünnepe (Święto miasta Krakowa, június 5-e) – megemlékezés arról a történelmi eseményről, hogy 1257. június 5-én Krakkó a magdeburgi jog szerint városi rangot kapott Szemérmes Boleszláv (Bolesław V Wstydliwy) fejedelemtől. Az ünnep néhány napján koncerteket tartanak és kulturális, szórakoztató és sportrendezvények vannak.
- Lajkonik (Úrnapja – június, néha május) – a szakállas „lovas” keletinek tűnő ruhában lovagol az óvárosban műlovacskán, mely a derekához van hozzáerősítve. Az ünnep eredete nem ismert: ez származhat a tatárjárás idejéből vagy a középkori misztériumjátékok hagyatéka. A hagyomány szerint Lajkonik buzogányának érintése szerencsét hoz a szerelemben. Lajkonik ugyanolyan ismert szimbóluma Krakkónak, mint a Wawel sárkánya.
- Utcaszínházak Nemzetközi Fesztiválja (Międzynarodowy Festiwal Teatrów Ulicznych, július) – az e fajta színház színpada az utca, az Óváros utcái, a színészek pedig bevonják a járókelőket a játékba. A Piactéren áll a színpad, ahol színre viszik az előadásokat.
- Zsidó Kultúra Fesztiválja (Festiwal Kultury Żydowskiej w Krakowie, július) , ezt Kazimierzben tartják meg.
- Krakkói Betlehemek Versenye (Konkurs Szopek Krakowskich) – a legszebb krakkói betlehemeket bemutatják Adam Mickiewicz szobránál; némely betlehem építése eltarthat néhány hónapig vagy akár egy egész évet is igénybe vehet.

A legfontosabb diákrendezvények:
- Juwenalia – évente szervezett, a diákok ünnepe. Májusban (néha júniusban) néhány napig tart. Az ünneplés legfontosabb elmei a diákok felvonulásai és a város kulcsának átadása. A Juwenalia idején is sok koncertet, előadást és rendezvényt szerveznek.
- A tudomány fesztiválja (Festiwal nauki w Krakowie) . A rendezvény minden krakkói állami egyetem és számos intézmény szervezi. A célja az iskolák tudományos és oktatási tevékenységének bemutatása a fórumokon, kísérletezések bemutatása és művészeti rendezvények.
- MediaTory (november) – díjak, melyeket 12 lengyel egyetem újságírást hallgató diákjai ítélnek oda újságíróknak.

## Sport
Fontosabb krakkói sportklubok:
- Bronowianka Kraków labdarúgócsapat, mely most a VI. osztályban van[liga 1]), asztalitenisz csapat (a nők Európában is ismertek),
- Klub Sportowy Cracovia – a két legrégibb, szüntelenül tevékenykedő lengyel klub egyike (a másik 1906-tól a TS Wisła). Sportágak: jégkorong, labdarúgás, kosárlabda, könnyűatlétika, műkorcsolyázás, röplabda, kerékpározás, karate, sakk. A labdarúgásban az első osztályban van a csapat, [liga 1] a 2004-05 szezontól számítva ötszörös országos bajnok (korábban utoljára 1948-ban volt bajnok).[92] A férfiak jégkorongban néhány év óta az ország egyik legjobb csapata: 9-szeres országos bajnok (az utolsók: 2006, 2008, 2009, 2011), 4-szer vett részt az Európa-Kupában (2006/07, 2008/09, 2009/10, 2010/11).[93]
- Korona Kraków – kosárlabda, úszás, hegymászás, sakk, torna
- Kraków Tigers – amerikai futball. Az első ilyen klub Lengyelországban, 2006-ban alapították.
- Garbarnia Kraków – labdarúgás: 1931-ben országos bajnok, 1956-ban kiesett az 1. osztályból, most a 2011-12 szezonban felkerült a harmadikból a második osztályba[liga 1].
- Hutnik Nowa Huta – labdarúgás (IV. osztály)
- Juvenia Kraków – rögbi (I. osztály)
- TS Wisła Kraków – a két lengyel legrégibb, szüntelenül tevékenykedő klub másika (lásd Klub Sportowy Cracovia fentebb). Sportágak: labdarúgás, kosárlabda, röplabda(nők), ökölvívás, bridzs, torna, dzsúdó, sportlövészet. A labdarúgásban az ország egyik legjobb csapata: 13-szoros országos bajnok (az utolsók: 1999, 2001, 2003, 2004, 2005, 2008, 2009, 2011), 4-szer megnyerte a Lengyel Kupát (az utolsó: 2008), 7-szer vett részt európai kupákban (3-szor megnyerte az Intertoto-kupát). A Wisła labdarúgócsapatát magyar edzők is vezették: Nyúl Vilmos (1934-39), Kósa Károly (1959-60) és Teleki Gyula (1969-70).

## Oktatás és tudomány

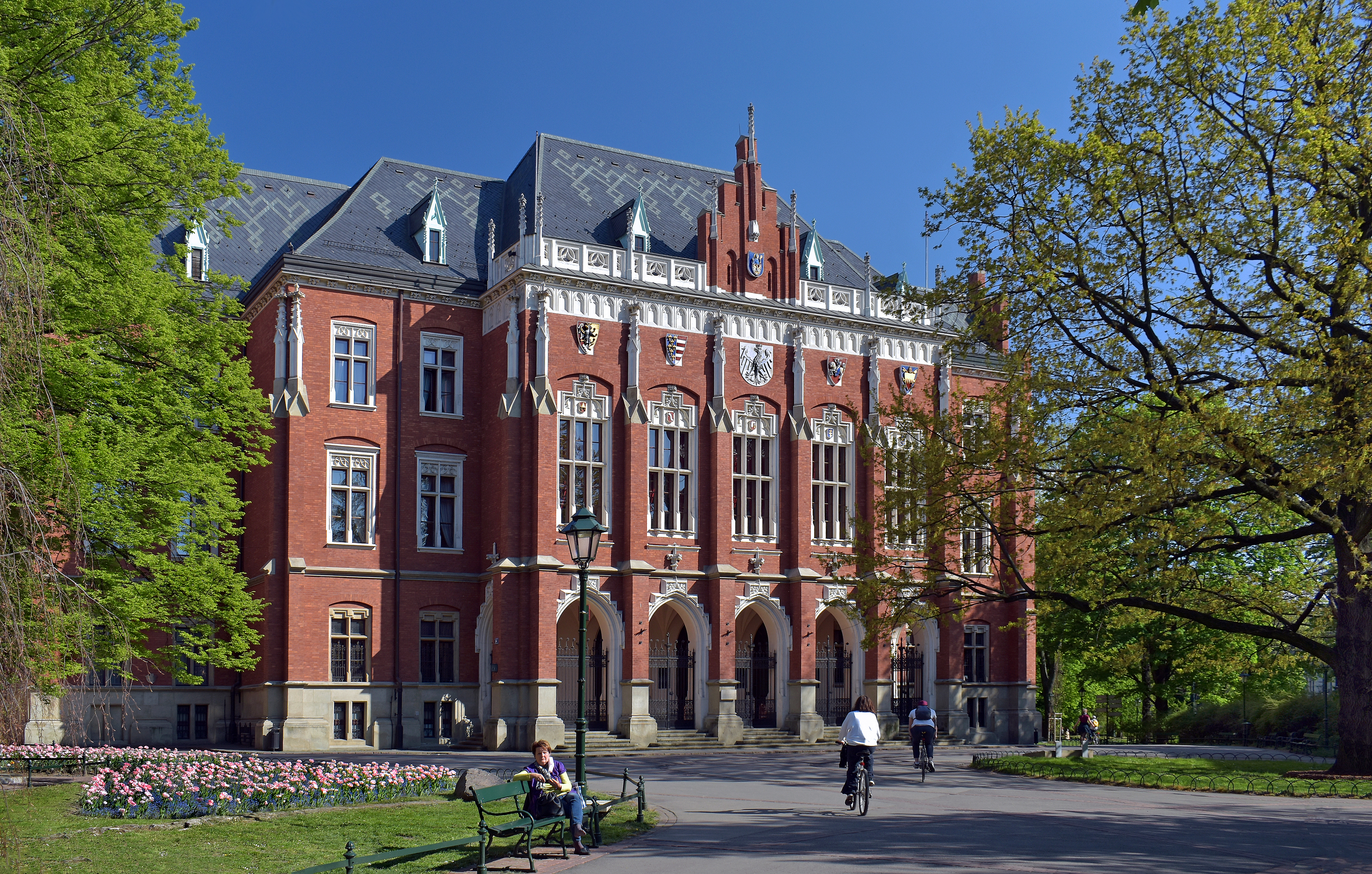
Jagelló Egyetem fő épülete – Collegium Novum

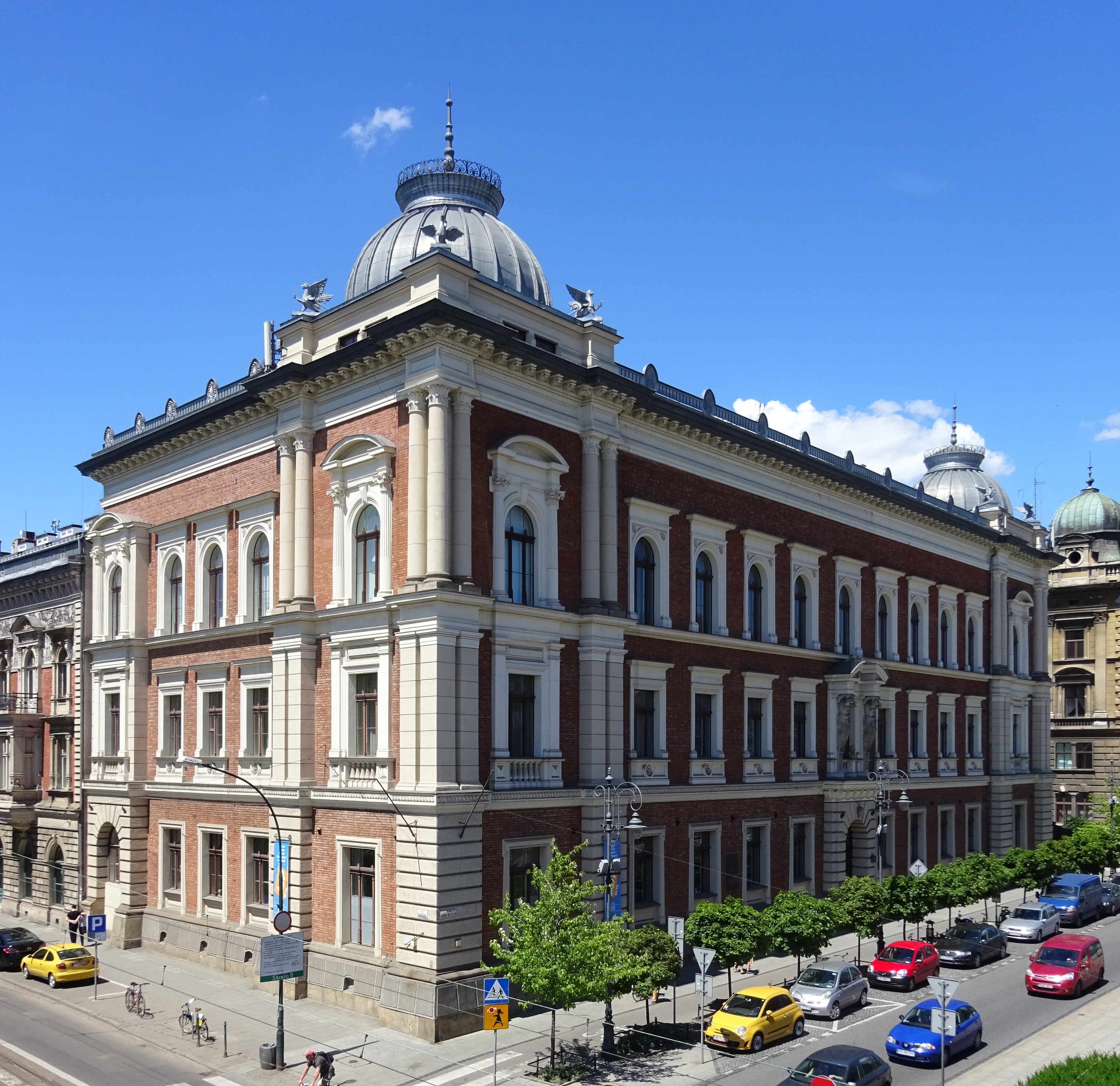
Képzőművészeti Főiskola Krakkóban

### Országos jelentőségű tudományos intézmények
- Nemzeti Tudományos Központ (Narodowe Centrum Nauki) – 2011-ben létrehozott szervezet, mely finanszírozza és felügyeli a nemzeti kutatási projekteket, ösztöndíjakat és szakmai gyakorlatokat. Felügyeli a nemzetközi együttműködést az alapkutatások finanszírozásának keretében.
- Lengyel Művészeti és Tudományos Akadémia (Polska Akademia Umiejętności, PAU)[pau 1]
- Lengyel Tudományos Akadémia (Polska Akademia Nauk, PAN) krakkói osztálya

PAU és PAN fontos szerepet játszik a lengyel tudományos életben. Míg a PAU egy tisztán tudományos társaság, addig a PAN az egyes kutatási projektek irányításában és menedzselésében is részt vesz. A PAU-t 1872-ben hozták létre (1919-ig Művészeti és Tudományos Akadémia – Akademia Umiejętności néven működött). 1945-ben a kommunisták, a hatalom áthatása után törekedtek a tudományos életet is ellenőrzésük alá helyezni, így nem tetszett nekik a PAU függetlensége. Azért 1948-ban létrehozták a PAN-t, egyidejűleg megnehezítve a PAU tevékenységét, majd 1952-ben fel is oszlatták a PAU-t, melyet csak a kommunizmus bukása után, 1990-ben indítottak újra. Napjainkban mindkét szervezet független kormánytól.
Krakkóban található a PAN és PAU közös tudományos könyvtára és irattára.

### Felsőfokú oktatás
Krakkóban 23 egyetem található, ebből 10 állami intézmény, 2 egyházi (az állami egyetemekkel megegyező jogállású magánegyetemek), továbbá 11 magánegyetem (egy akadémiai státusú).
A legjelentősebb állami egyetemek:
- Jagelló Egyetem (Uniwersytet Jagielloński) – 1364-ben alakult az Akademia Krakowska (Krakkói Akadémia) név alatt. A mostani nevet az egyetem 1817-ben fogadta el. 2006-ban The Times felsőfokú oktatási melléklete a Jagelló Egyetemet a legjobb lengyel egyetemnek választotta.[94] Az egyetemnek 16 kara és 50 000 hallgatója van.
- Bányászati és Kohászati Akadémia (Akademia Górniczo-Hutnicza) – 1919-ben alapították Bányászati Akadémia (Akademia Górnicza) néven. Jelenlegi nevét 1947-ben kapta, és felvette Stanisław Staszic felvilágosodás kori tudós nevét is. Az intézményben 15 kar működik, 36 000 hallgatója van.
- Krakkói Műszaki Egyetem (Politechnika Krakowska) – 1945-ben alapították. Felvette Tadeusz Kościuszko nevét. Hét karral működik, 16 000 hallgatója van.
- Közgazdasági Egyetem (Uniwersytet Ekonomiczny) – 1925-ben alapították Kereskedelmi Felső Kereskedelmi Iskola (Wyższe Studium Handlowe) néven, de már 1882-től középfokú kereskedelmi iskolaként működött. Jelenlegi nevét 2007-ben kapta. Négy karán 20 000 hallgató tanul.
- Mezőgazdasági Egyetem (Uniwersytet Rolniczy) – 1953-ban alapították Mezőgazdasági Főiskola (Wyższa Szkoła Rolnicza) néven. Jelenlegi nevén 2008 óta működik. Az egyetemnek kilenc kara van, melyeken 13 000 hallgató tanul.

## Turizmus
2006-ban Krakkó az öt legnépszerűbb európai város között volt, 2007-ben pedig az „Orbitz” amerikai internetportál használói „a világ legdivatosabb városává” nyilvánították.
Krakkó és Kis-Lengyelország az ország egyik legnépszerűbb turisztikai vidéke. A Kis-lengyelországi vajdaságot a Lengyelországba jövő turisták 14,5%-a látogatja, ami a második helyet jelenti az országban (a nyugat-pomerániai vajdaság az első), de a gyűjtő elszállásolás turisztikai létesítményeit tekintve első helyen van. E létesítmények 63%-a Krakkóban van. 2010-ben Krakkót 8,1 millió vendég látogatta meg, ami 50%-kal több volt mint 2003-ban (5,5 millió).
A vendégek többsége lengyel turista. Számuk 2008-ban 3,9 millió volt, a külföldieké pedig 2,1 millió. A külföldiek közül a leggyakrabbak az angolok (a külföldiek 25%-a) és a németek (11,9%). A magyarok 2008-ban 1,3%-át adták, azaz kb. 28 000 magyar látogató kereste fel Krakkót.

## Látnivalók
- Krakkó történelmi központja, Királyi út
- Régészeti múzeum (Pompeje – źycie i śmierć w cieniu Wezuwiusza)

### A Wawel-domb(Wzgórze Wawelskie)
- Waweli székesegyház (Katedra na Wawelu)
- Királyi palota (Zamek Królewski na Wawelu)
- Sárkány-barlang (Smocza Jama)

### Krakkó főtere(Rynek)
- Mária-templom (Kościół Mariacki)
- Szent Adalbert-templom (Kościół św. Wojciecha)
- Posztócsarnok (Sukiennice)
- A városháza tornya (Wieża ratuszowa)
- Adam Mickiewicz szobra (Pomnik Adama Mickiewicza)
- Wierzynek étterem
- Bárányokhoz palota (Pałac pod Baranami)

### Utcák
- Floriańska, Grodzka, Bracka, Kanonicza, Karmelicka, Mikołajska

### Barbakán
- Barbakán
- Flórián-kapu (Brama Floriańska) a megmaradt várfalakkal
- Városi Arzenál (Arsenał Miejski)
- Szent András-templom (Kościół Św. Andrzeja)

### Kazimierz negyed
- Régi zsinagóga (Synagoga Stara)
- Izsák-zsinagóga (Synagoga Izaaka)
- Kupa-zsinagóga (Synagoga Kupa)
- Remu-zsinagóga és a Régi Temető (Synagoga Remuh, cmentarz Remuh)
- Tempel-zsinagóga (Synagoga Tempel)
- Magas zsinagóga (Synagoga Wysoka)
- Wolf Popper-zsinagóga (Synagoga Poppera)

### A krakkói halmok(kopce krakowskie)
- Kościuszko-halom (Kopiec Kościuszki)
- Krakus-halom (Kopiec Krakusa)
- Piłsudski-halom (Kopiec Piłsudskiego)
- Wanda-halom (Kopiec Wandy)
- II. János Pál pápa-halom (Kopiec Jana Pawła II)

### Városi park
- Planty
- A krakkói rét (Błonia krakowskie)

### Erődök
- A krakkói erődrendszer maradványai (Twierdza Kraków)

### A gótikus Krakkó
- Domonkos templom és kolostor (Kościół i klasztor dominikanów)
- Ferences templom és kolostor (Kościół i klasztor franciszkanów)
- Kazimierz gótikus templomai:
  - Szent Katalin-templom (Kościół św. Katarzyny)
  - Az Úr testének temploma (Kościół Bożego Ciała)
- Szent Kereszt-templom (Kościół św. Krzyża)
- Szent Egyed-templom (Kościół św. Idziego)
- Szent Borbála-templom (Kościół św. Barbary)
- Collegium Maius – Jagello-Egyetem része
- Flórián-kapu (Brama Floriańska)

### A reneszánsz Krakkó
- Zsigmond-kápolna a Wawelben (Kaplica Zygmuntowska na Wawelu)
- Decius-villa (Willa Decjusza) Wola Justowskaban

### A barokk Krakkó
- Bernátiak temploma (kościół Bernardynów)
- Szent Péter és Pál temploma (kościół św. Piotra i Pawła)
- Szent Márton-templom (kościół św. Marcina)
- Szent Miklós-templom (Kościół św. Mikołaja)
- Piaristák temploma (Kościół Pijarów)
- Szent Flórián-templom (Kościół św. Floriana)
- Karmeliták temploma (kościół Karmelitów)
- Szent Anna-templom (Kościół św. Anny)
- Gyümölcsoltó Boldogasszony-templom (Kościół Zwiastowania Najświętszej Maryi Panny)
- Pálosok temploma és rendháza (kościół i zakon Paulinów)

### A 19. századi Krakkó
- Rakowicki temető (Cmentarz Rakowicki)
- Teodor Talowski kőházai

### Egyéb szakrális műemlékek
- Káptalan-ház (Dom Kapituły)
- Havas Szűzanya temploma (Kościół Matki Boskiej Śnieżnej)
- Jézus Szíve temploma (Kościół Serca Jezusowego)
- Szent János-templom (Kościół św. Jana)
- Szent József-templom (Kościół św. Józefa)
- Szent Kázmér-templom (Kościół św. Kazimierza)
- Szent Norbert-templom (Kościół św. Norberta)
- Érseki Palota (Pałac Arcybiskupi)

### Látnivalók a város környékén
- Krakkó környéki völgyek
- Ojców Nemzeti Park és a Pieskowa Skała
- Jasna Góra-i kolostor Częstochowában (Jasna Góra honlapja)
- Bencések kolostora Tyniecben
- Wieliczkai sóbányák

## Galéria

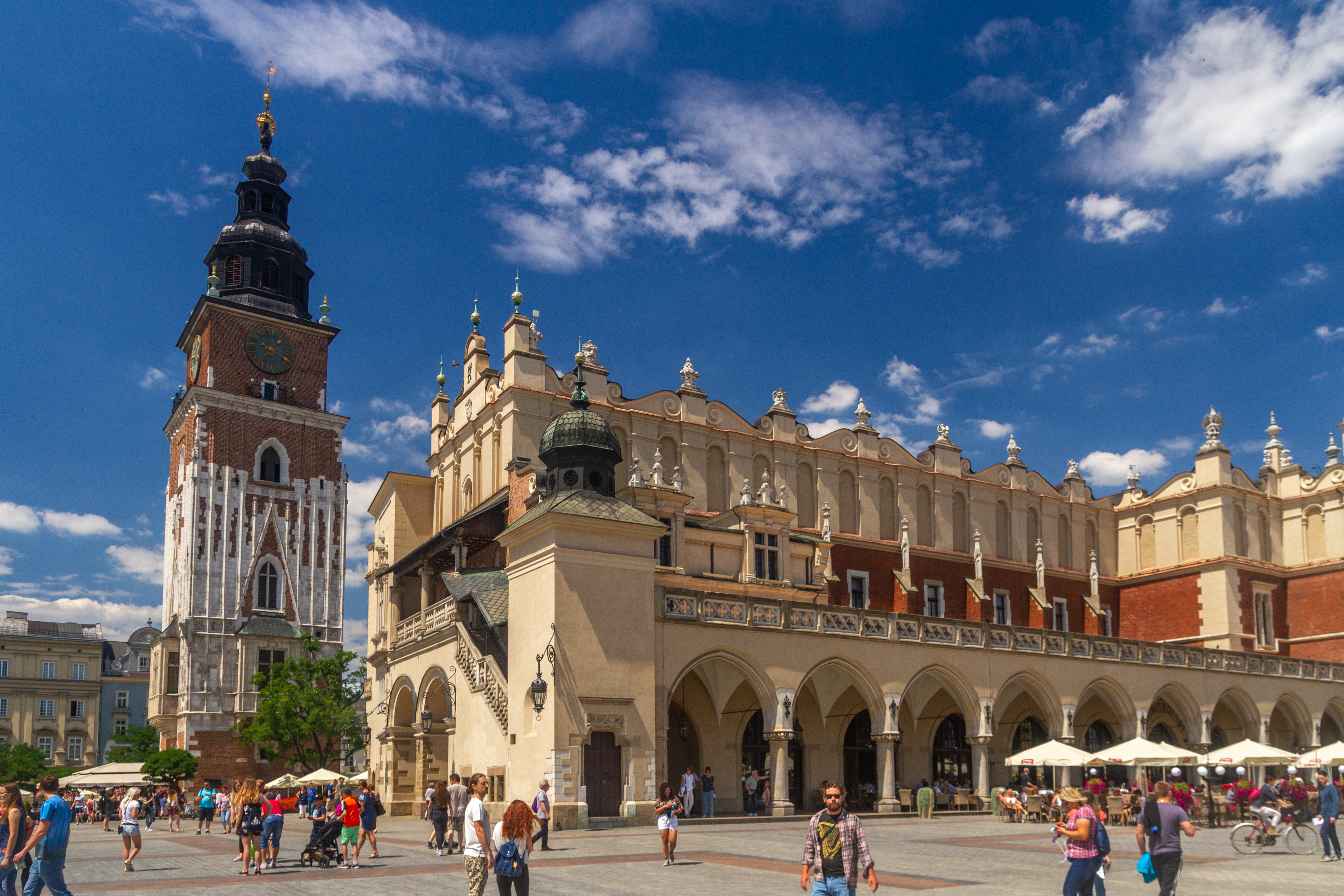
A Posztócsarnok a Főtéren
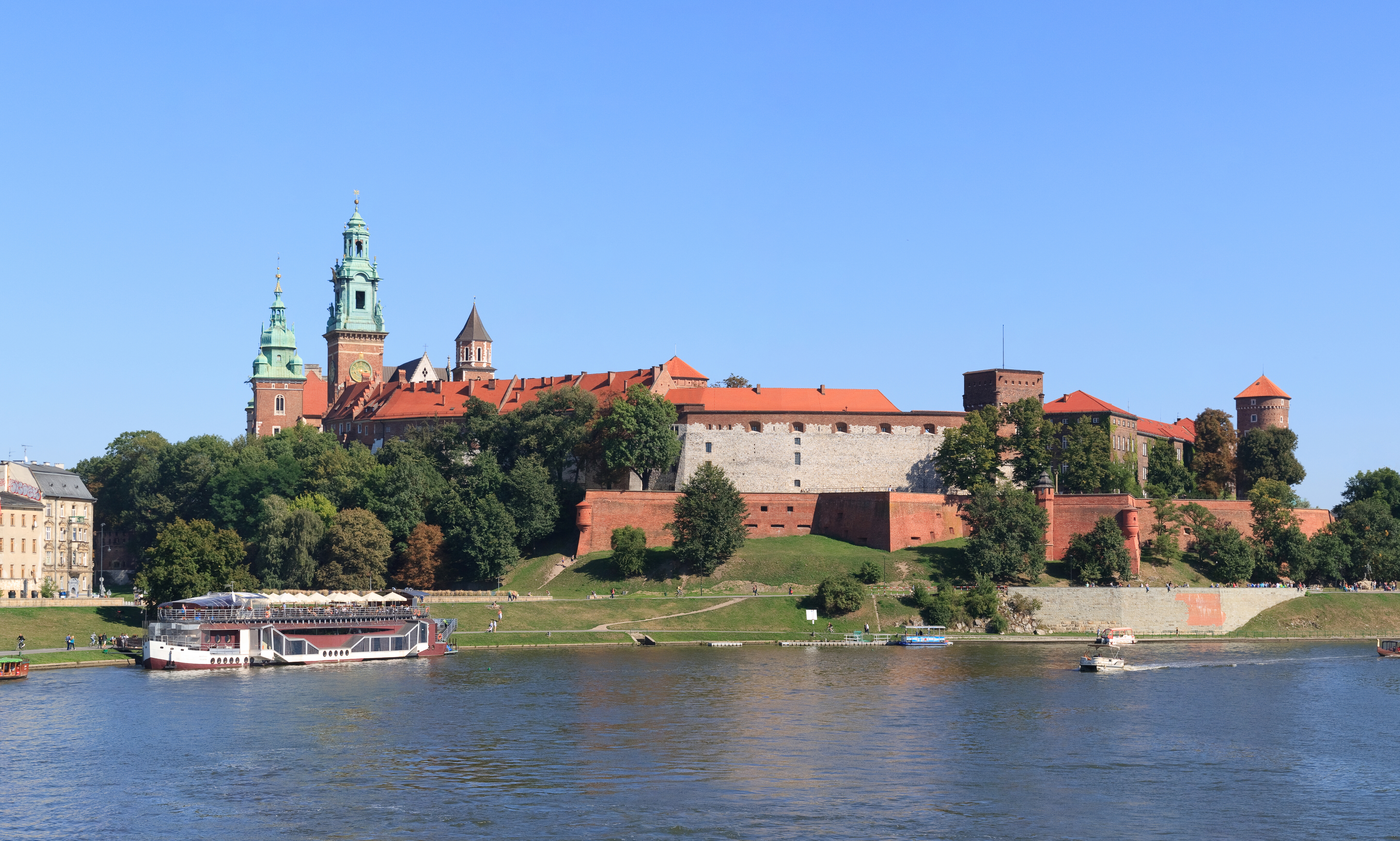
A Visztula és a Wawel-domb
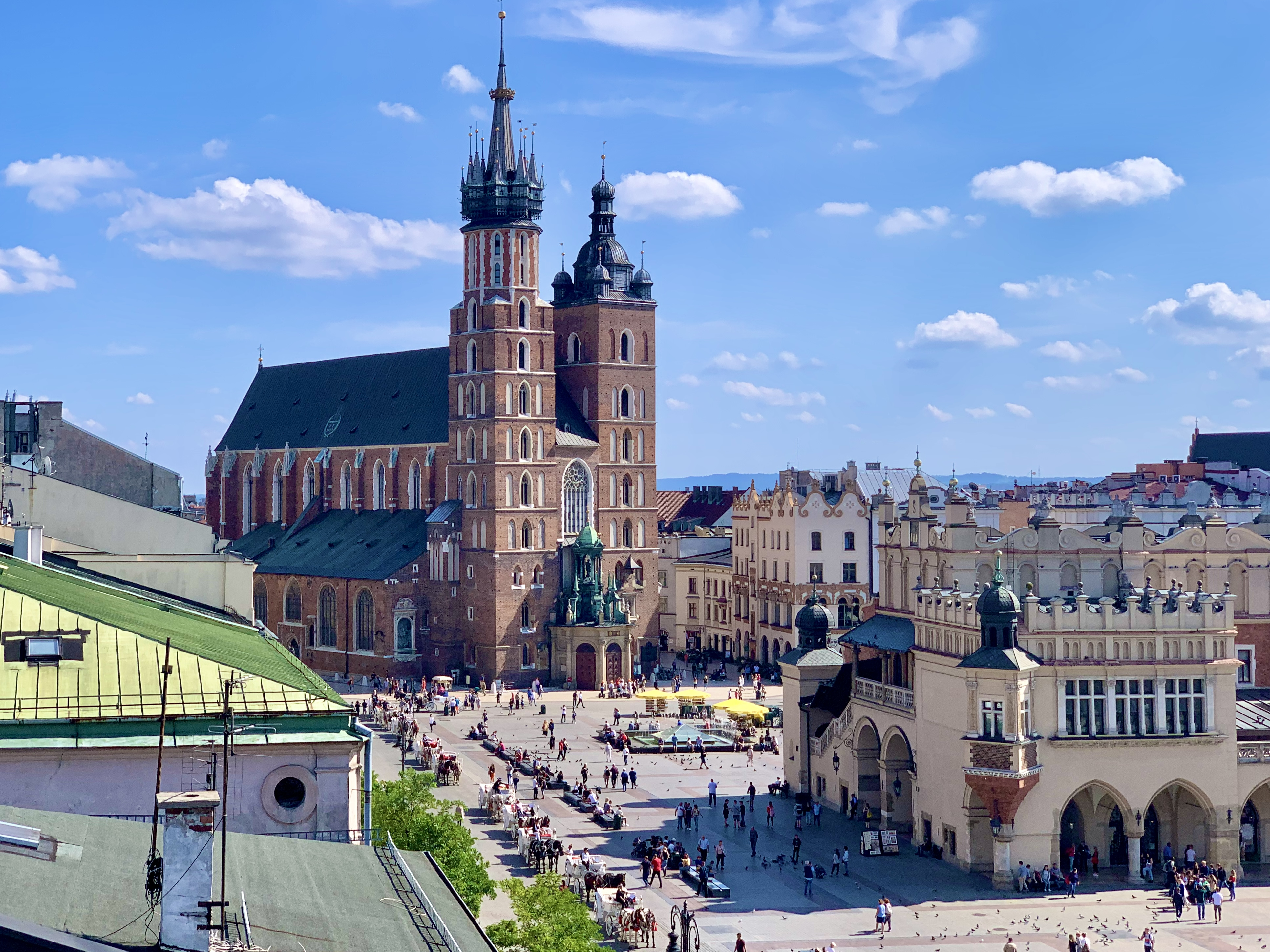
A Mária-templom
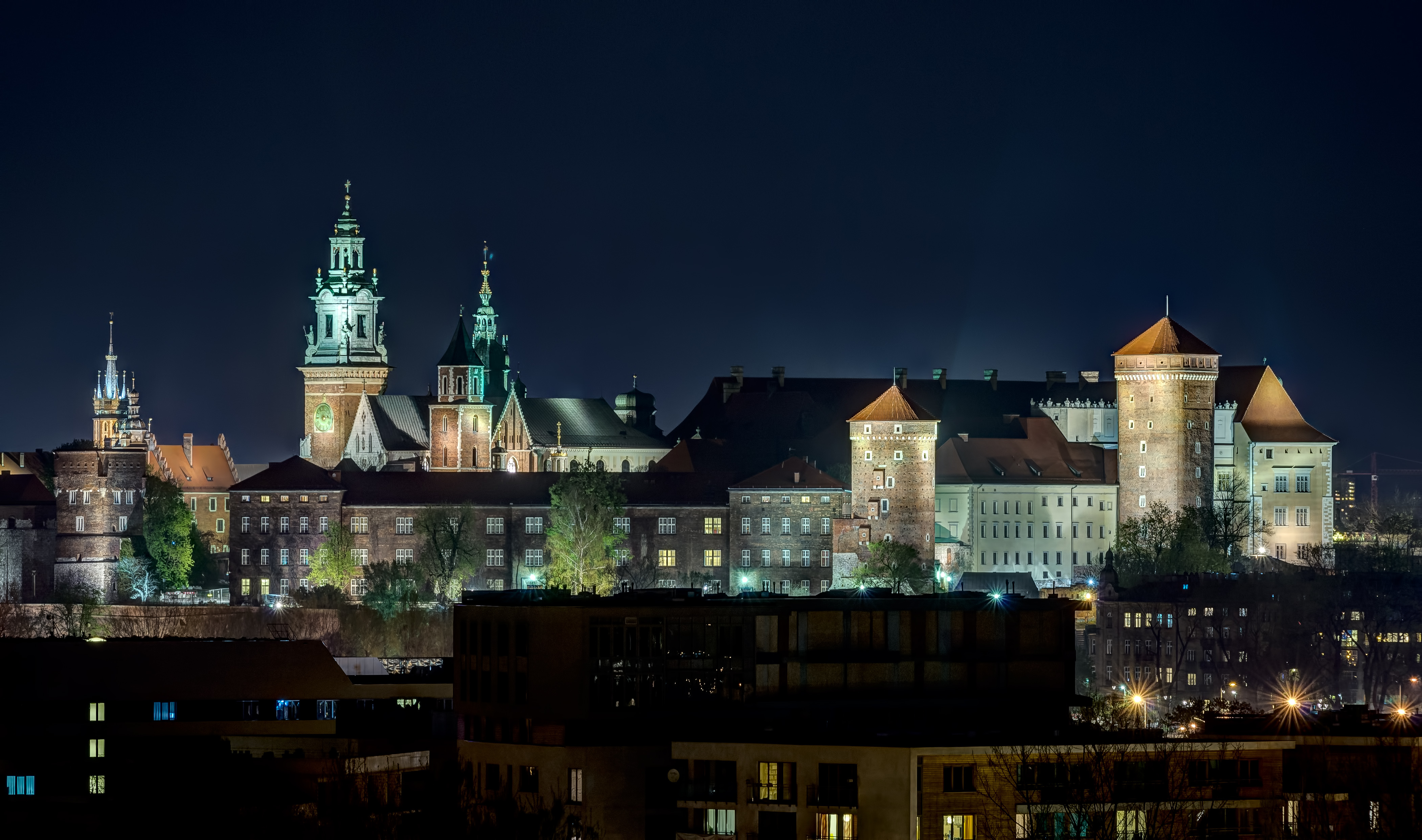
Királyi palota a Wawelben
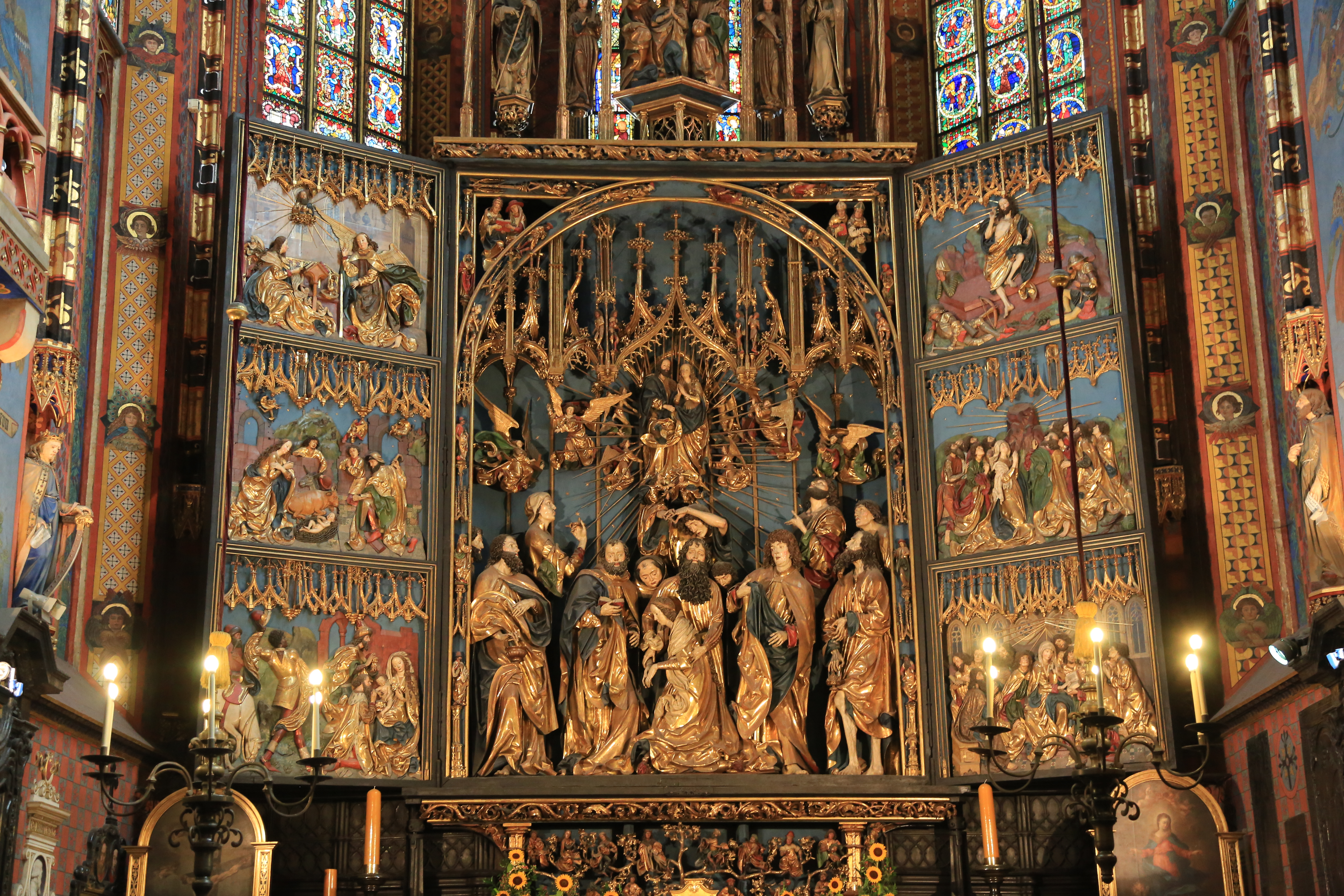
Gótikus oltár a Mária-templomban
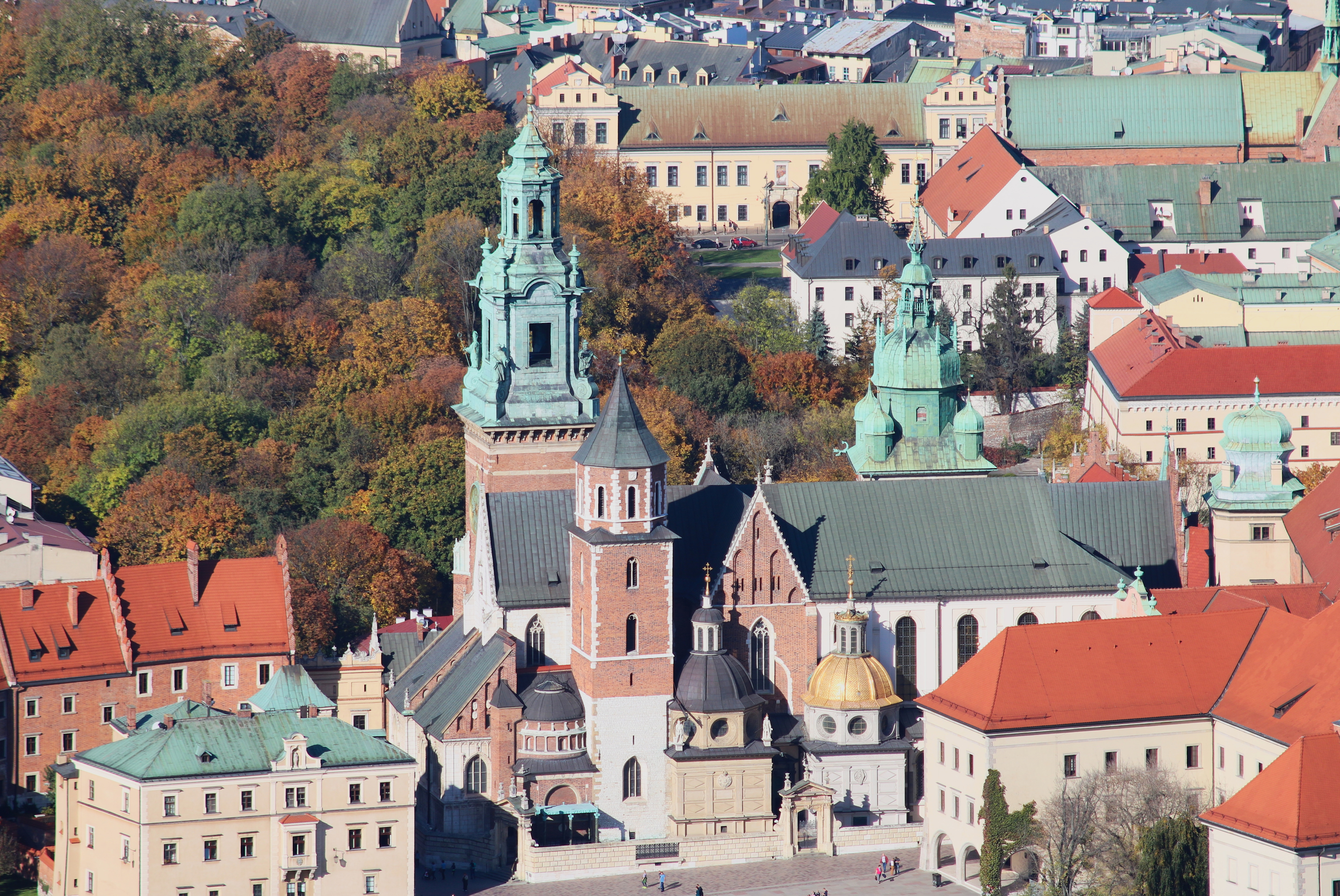
A waweli székesegyház
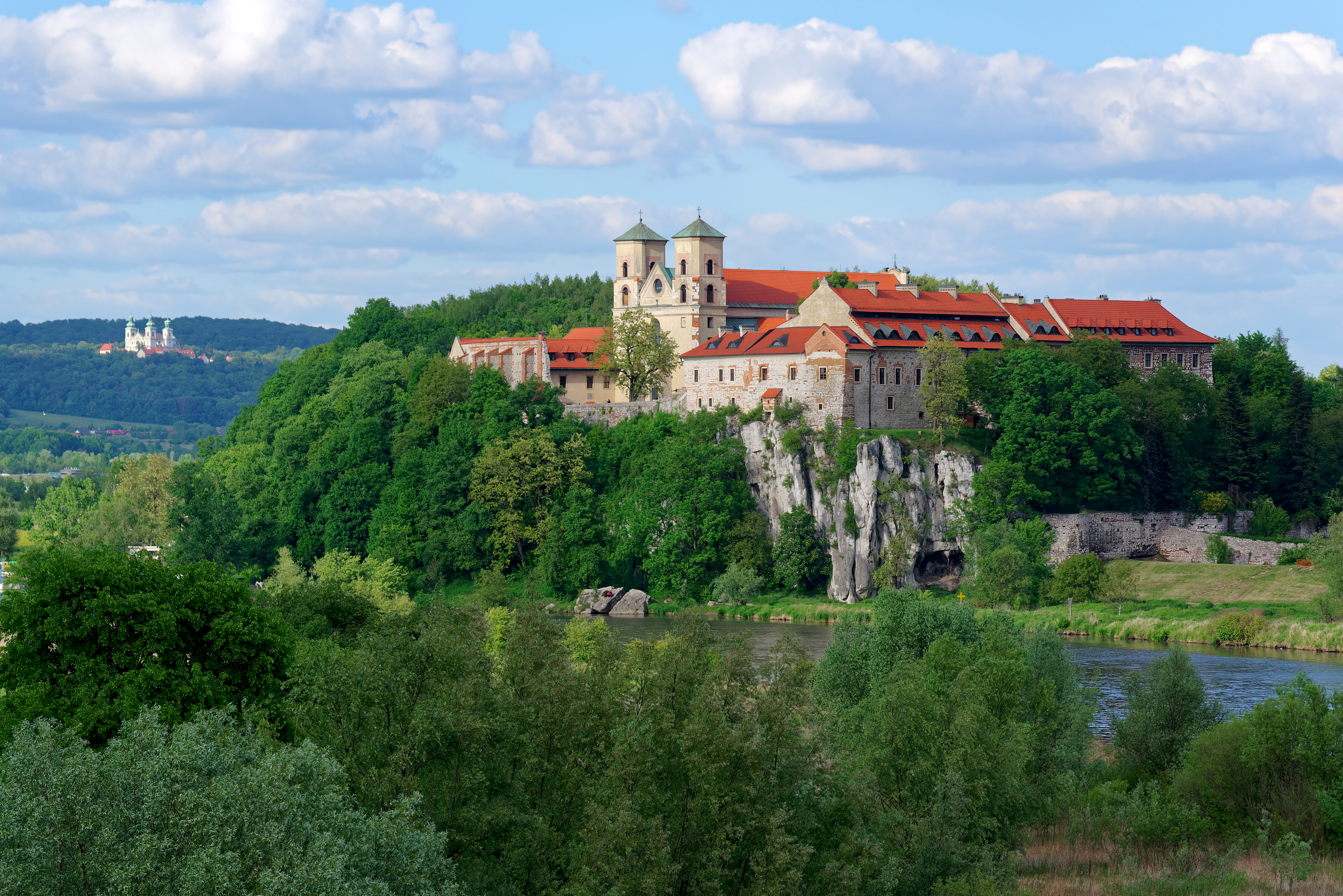
Bielany
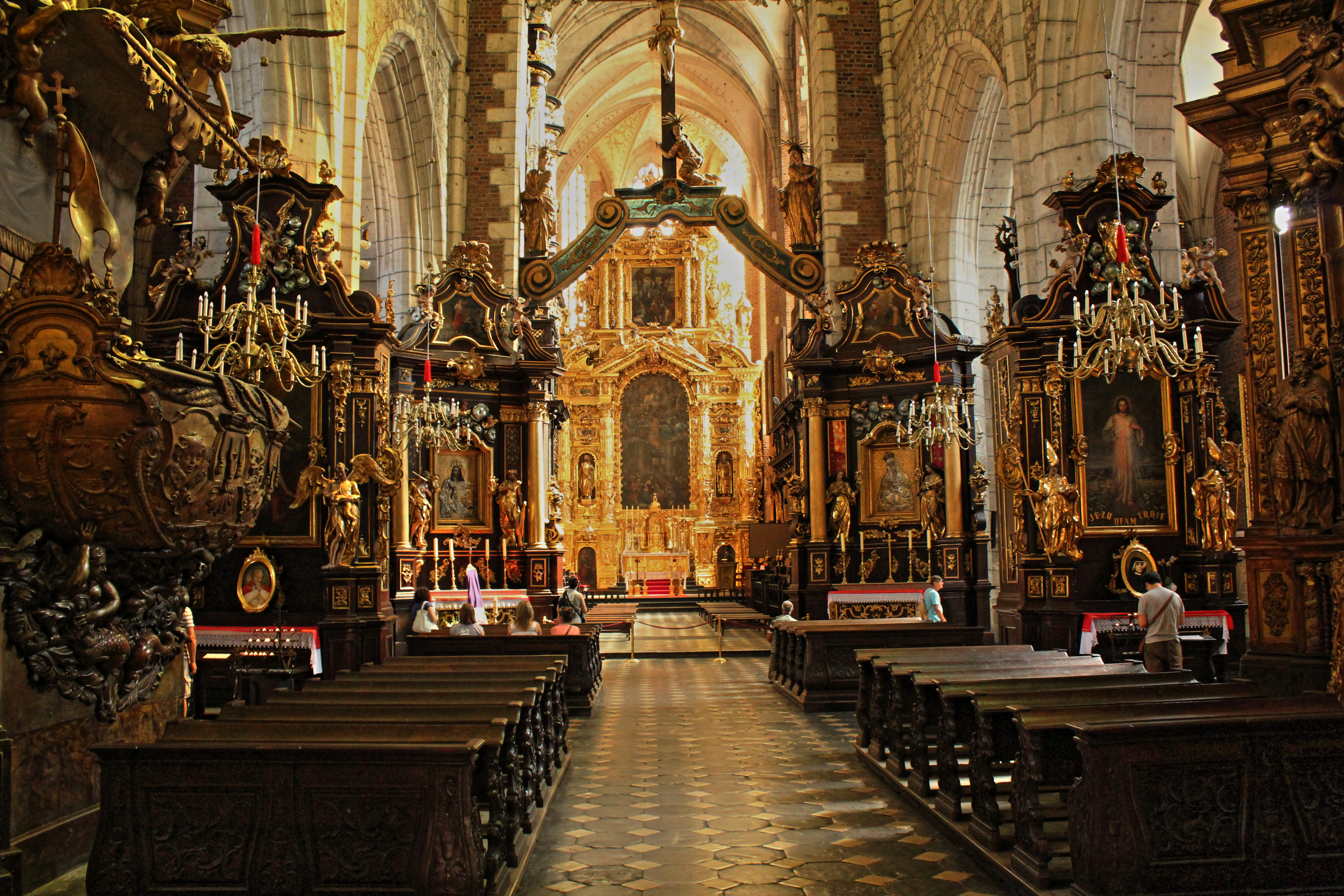
A Corpus Christi Templom
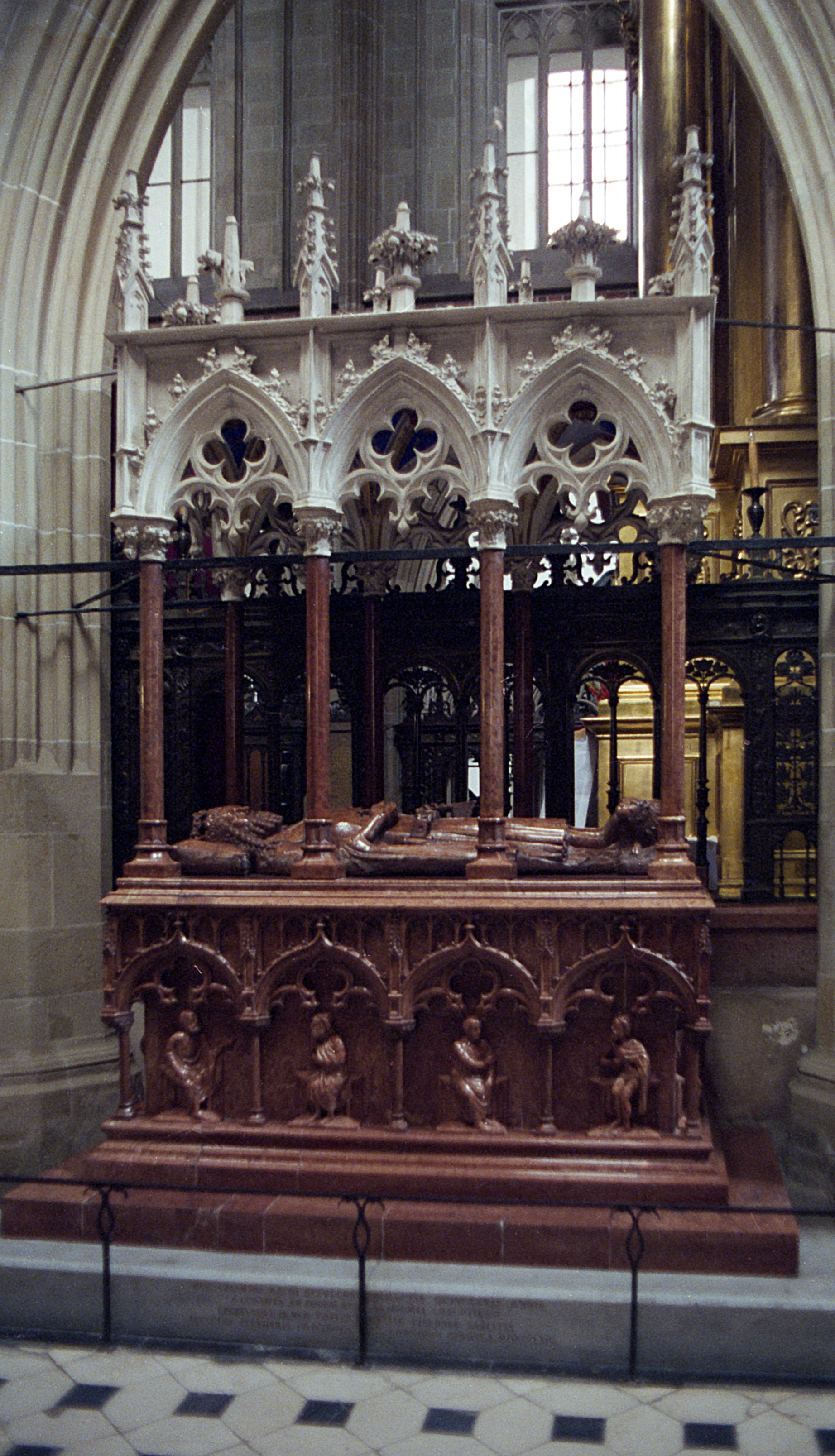
Nagy Kázmér sírja a waweli székesegyházban
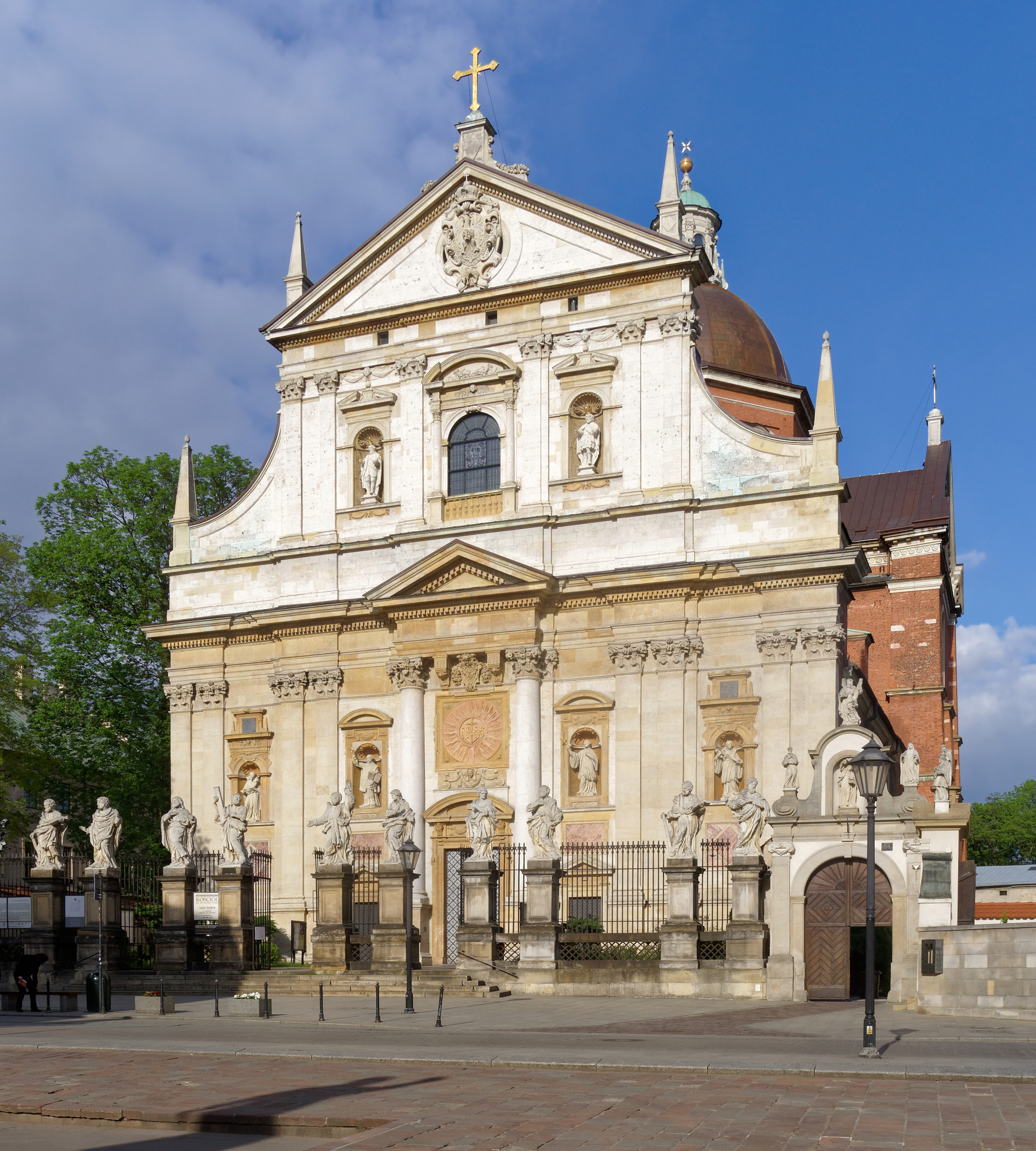
A Péter–Pál templom
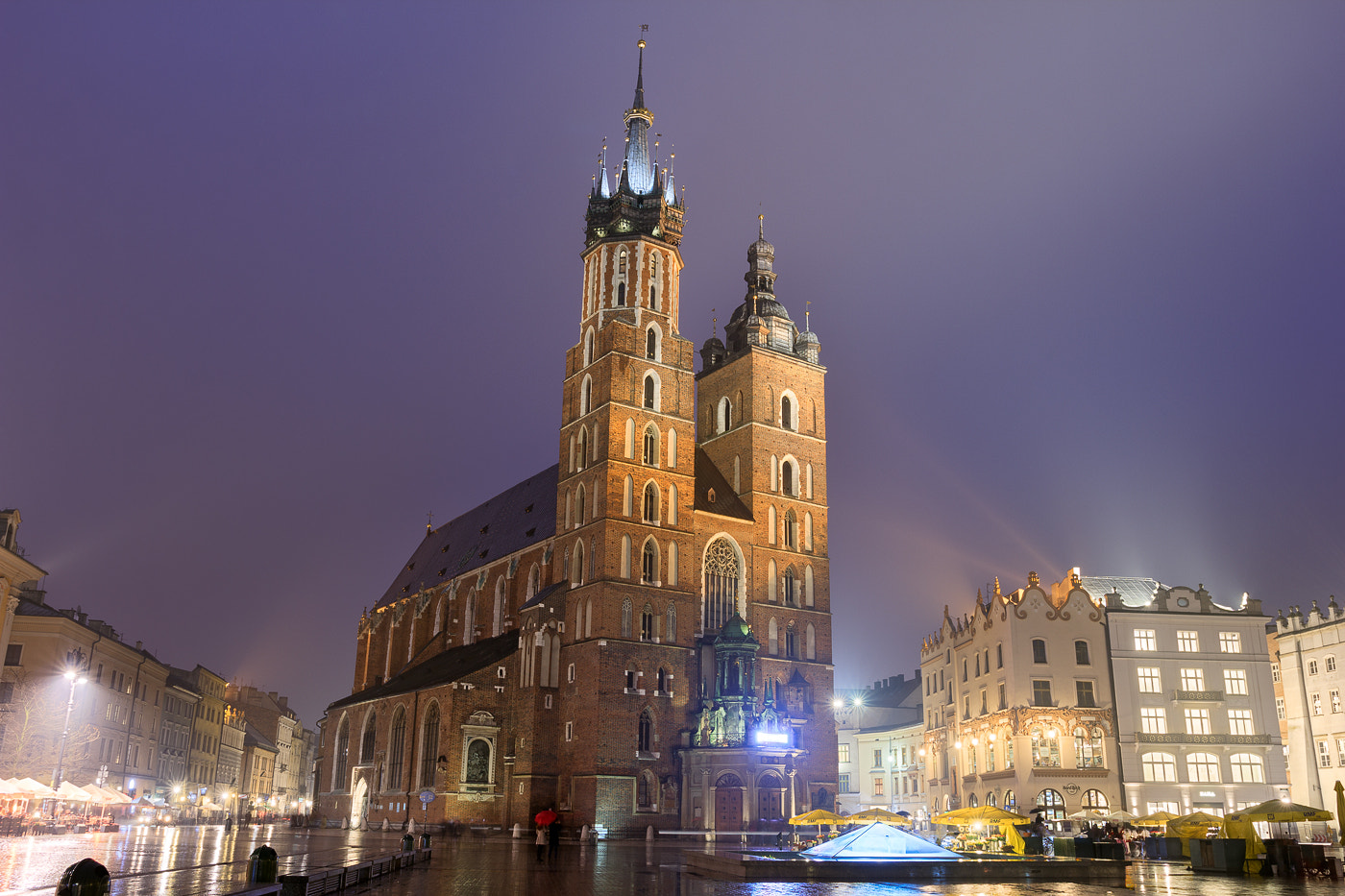
A Mária templom éjszaka
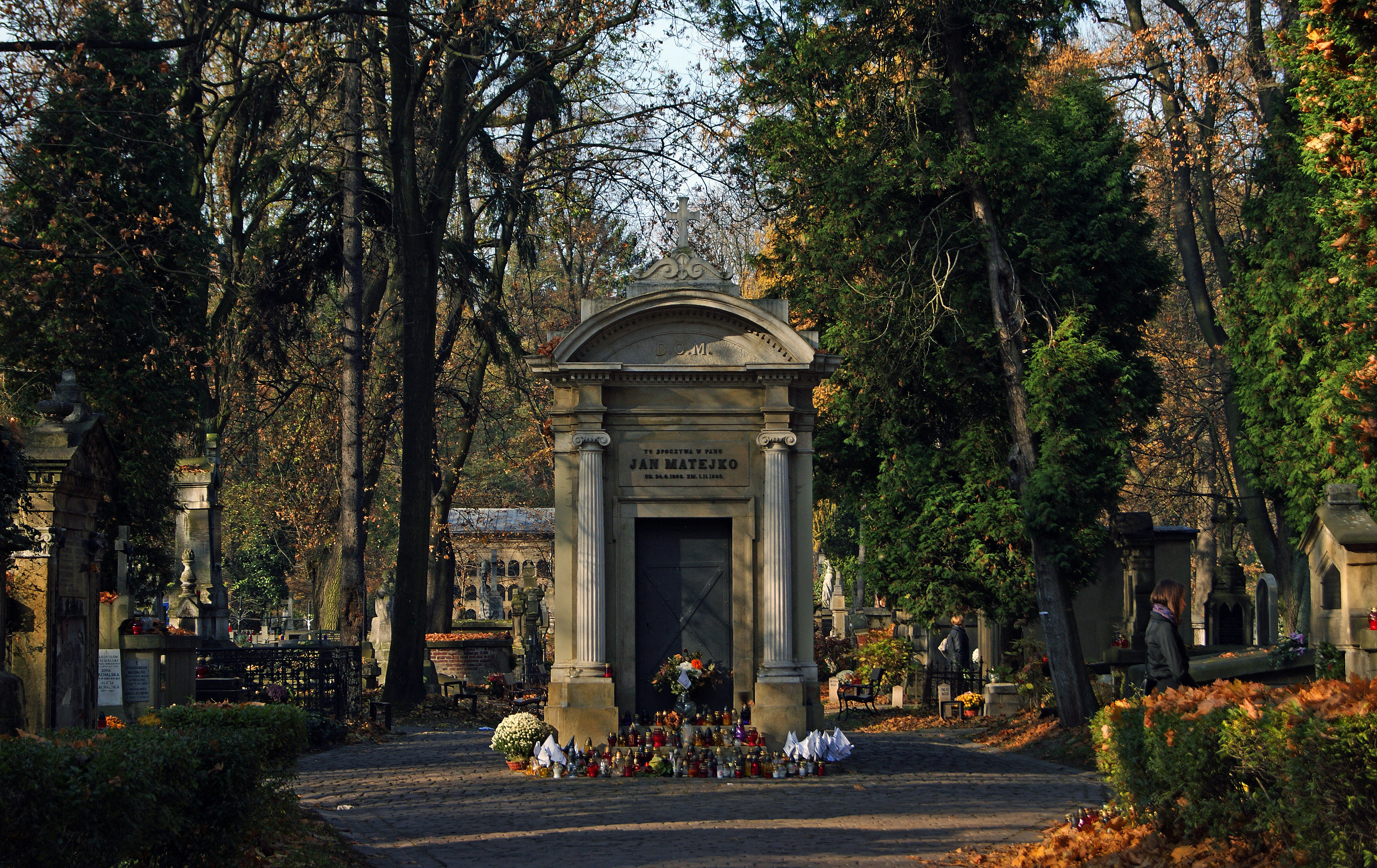
Jan Matejko síremléke a Rakowicki temetőben

## Híres krakkóiak
- Stefan Banach – matematikus a funkcionálanalízis egyik létrehozója
- Bakfark Bálint, itt házasodott meg 1550-ben.
- Báthory István erdélyi fejedelem (1571–1586) és lengyel király (1576–1586). Halála után a krakkói Wavel székesegyház altemplomában temették el.
- Odo Bujwid (1857–1942) lengyel bakteriológus, eszperantista
- Ewa Demarczyk – énekesnő
- Frank Linke-Crawford osztrák-magyar ászpilóta itt született.
- Robert Gadocha (1946–) olimpiai bajnok, világbajnoki bronzérmes labdarúgó
- Zvi Hecker (1931–2023) izraeli építész
- Szent Hedvig – szentség hírében halt meg 1399-ben, s közeli szentté avatását a lengyelek annyira biztosra vették, hogy a krakkói Wawel székesegyház oltára alá temették, nem a kriptába, ahová a királyi főket is szokták.
- Wojciech Has – filmrendező
- Jerzy Hoffman – filmrendező
- Stanisław Hozjusz – püspök, bíboros, a tridenti zsinat utolsó ülésének vezetője; 1565-ben behívta a jezsuitákat Lengyelországba
- Szent Kázmér – IV. Kázmér lengyel király fia, a lengyel–litván államszövetség védőszentje
- Stanisław Lem – sci-fi-író
- Franciszek Macharski – volt krakkói érsek, bíboros
- Jan Matejko – festő, a lengyel történelmi témájú jelentős festmények szerzője („Bitwa pod Grunwaldem” – a grünwaldi csatáról, „Hołd Pruski” – a porosz hódolatról, stb.)
- Edward Ochab – a Lengyel Egyesült Munkáspárt első titkára volt 1956-ban
- Jerzy Stuhr – színész, filmszínész
- Grzegorz Turnau – énekes
- Robert Kubica – autóversenyző
- II. János Pál pápa (1920–2005) – 1978-tól 2005-ig a római katolikus egyház feje.

## Testvérvárosok és partnervárosok

### Testvérvárosok
- Kijev, Ukrajna
- Leuven, Belgium
- Nürnberg, Németország
- Curitiba, Brazília (tiszteletbeli)
- La Serena, Chile (tiszteletbeli)
- Niš, Szerbia
- Beregszász, Ukrajna

A Krakkó iránti nemzetközi érdeklődést mutatja, hogy számos ország nyitott itt konzulátust vagy főkonzulátust, mások mellett hazánk is: Magyarország krakkói főkonzulátusát 1921 óta többször bezárták majd újranyitották, 2019-ben az ulica Lubicz 17 h alatt működött.

### Partnervárosai
- Bordeaux, Franciaország
- Budapest, Magyarország
- Pozsony, Szlovákia
- Cuzco, Peru
- Edinburgh, Skócia
- Fez, Marokkó
- Firenze, Olaszország
- Frankfurt am Main, Németország
- Göteborg, Svédország
- Innsbruck, Ausztria

| - Lipcse, Németország - Lviv, Ukrajna - Milánó, Olaszország - Orléans, Franciaország - Pécs, Magyarország - Rochester, Egyesült Királyság - Sevilla, Spanyolország - Solothurn, Svájc - Vilnius, Litvánia - Zágráb, Horvátország - Dunaharaszti, Magyarország |

## Fordítás
- Ez a szócikk részben vagy egészben  a   Handel i usługi w Krakowie című lengyel Wikipédia-szócikk ezen változatának fordításán alapul.  Az eredeti cikk szerkesztőit annak laptörténete sorolja fel. Ez a jelzés csupán a megfogalmazás eredetét és a szerzői jogokat jelzi, nem szolgál a cikkben szereplő információk forrásmegjelöléseként.
- Ez a szócikk részben vagy egészben  az   Imprezy kulturalne w Krakowie című lengyel Wikipédia-szócikk ezen változatának fordításán alapul.  Az eredeti cikk szerkesztőit annak laptörténete sorolja fel. Ez a jelzés csupán a megfogalmazás eredetét és a szerzői jogokat jelzi, nem szolgál a cikkben szereplő információk forrásmegjelöléseként.
- Ez a szócikk részben vagy egészben  a   Krakowski Okręg Przemysłowy című lengyel Wikipédia-szócikk ezen változatának fordításán alapul.  Az eredeti cikk szerkesztőit annak laptörténete sorolja fel. Ez a jelzés csupán a megfogalmazás eredetét és a szerzői jogokat jelzi, nem szolgál a cikkben szereplő információk forrásmegjelöléseként.
- Ez a szócikk részben vagy egészben  a   Kraków című lengyel Wikipédia-szócikk ezen változatának fordításán alapul.  Az eredeti cikk szerkesztőit annak laptörténete sorolja fel. Ez a jelzés csupán a megfogalmazás eredetét és a szerzői jogokat jelzi, nem szolgál a cikkben szereplő információk forrásmegjelöléseként.
- Ez a szócikk részben vagy egészben  a   Ludność Krakowa című lengyel Wikipédia-szócikk fordításán alapul.  Az eredeti cikk szerkesztőit annak laptörténete sorolja fel. Ez a jelzés csupán a megfogalmazás eredetét és a szerzői jogokat jelzi, nem szolgál a cikkben szereplő információk forrásmegjelöléseként.
- Ez a szócikk részben vagy egészben  a   Rada Miasta Krakowa című lengyel Wikipédia-szócikk ezen változatának fordításán alapul.  Az eredeti cikk szerkesztőit annak laptörténete sorolja fel. Ez a jelzés csupán a megfogalmazás eredetét és a szerzői jogokat jelzi, nem szolgál a cikkben szereplő információk forrásmegjelöléseként.
- Ez a szócikk részben vagy egészben  a   Teatry Krakowa című lengyel Wikipédia-szócikk ezen változatának fordításán alapul.  Az eredeti cikk szerkesztőit annak laptörténete sorolja fel. Ez a jelzés csupán a megfogalmazás eredetét és a szerzői jogokat jelzi, nem szolgál a cikkben szereplő információk forrásmegjelöléseként.
- Ez a szócikk részben vagy egészben  az   Urząd Miasta Krakowa című lengyel Wikipédia-szócikk ezen változatának fordításán alapul.  Az eredeti cikk szerkesztőit annak laptörténete sorolja fel. Ez a jelzés csupán a megfogalmazás eredetét és a szerzői jogokat jelzi, nem szolgál a cikkben szereplő információk forrásmegjelöléseként.